# Benndorf (Frohburg)
Benndorf ist Ortsteil der sächsischen Stadt Frohburg im Landkreis Leipzig.
Die ehemals selbständige Gemeinde wurde am 1. Januar 1997 ein Ortsteil der Stadt Frohburg. Seit 1948 gehörte die bis dahin eigenständige Gemeinde Bubendorf zu Benndorf.

## Geographie und Infrastruktur

### Lage
Das Haufendorf im Tal der Wyhra liegt etwa 2 Kilometer nordwestlich von Frohburg und 7 Kilometer südöstlich von Borna. Benndorf liegt am Übergang der Leipziger Tieflandbucht zum Sächsischen Burgen- und Heideland, ca. 30 km südlich von Leipzig. Im westlich des Ortes gelegenen Wald befindet sich die Landesgrenze zu Thüringen.
| Magdeburg (170 km) Halle/S. (75 km) | Leipzig (38 km) Borna(10 km)                | Berlin (230 km) Grimma (30 km)    |
| Zeitz (40 km) Jena (95 km)          | Kompassrose, die auf Nachbargemeinden zeigt | Dresden (110 km) Görlitz (210 km) |
| Altenburg (15 km) Gera (60 km)      | Zwickau (50 km) Aue (75 km)                 | Chemnitz (40 km) Prag (240 km)    |

* Entfernungen sind gerundete Straßenkilometer bis zum Ortszentrum.

### Straßen

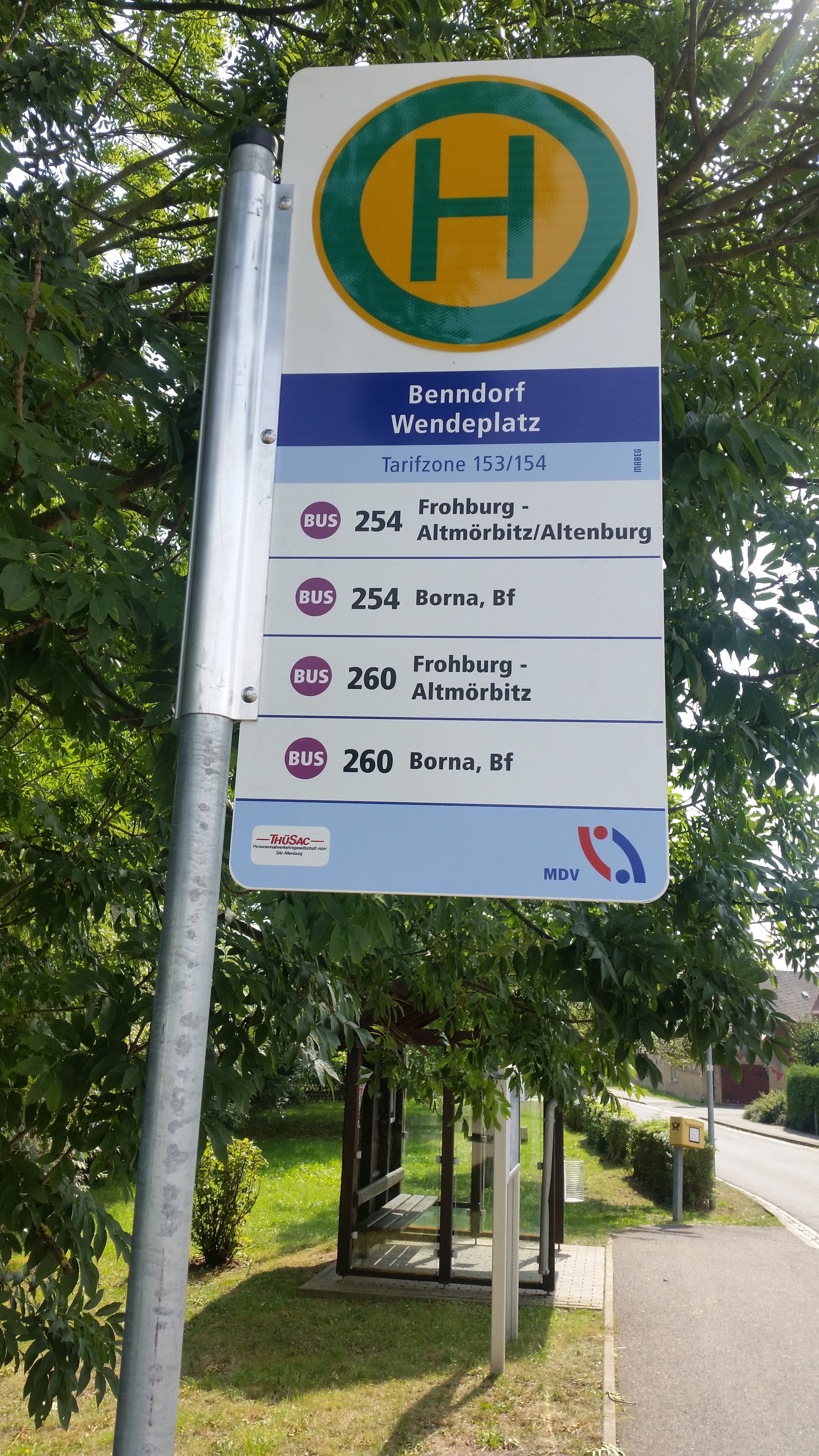
Das Schild der Benndorfer Bushaltestelle

Über zwei Nebenstraßen ist Benndorf in einem Kilometer Entfernung an die Staatsstraße 51 angebunden auf der man nach 6 km die Anschlussstelle Borna-Süd der Bundesautobahn  erreicht. Ein Abschnitt der S 51 liegt am nordöstlichen Rand der Benndofer Flur. Im aktuellen Bundesverkehrswegeplan ist ein Neubau der Bundesstraße  von Altenburg über Benndorfer Flur direkt zu einer neuen Autobahnanschlussstelle „Frohburg“ an der  in der Nähe von Bubendorf enthalten.
Benndorf liegt an der Grenze der Tarifzonen 153 und 154 des Mitteldeutschen Verkehrsverbundes. Die einzige Bushaltestelle des Ortes am Dorfplatz wird unter dem Namen Benndorf Wendeplatz von beiden Fahrtrichtungen der Linie 260 Borna – Neukirchen – Frohburg – Kohren-Sahlis durch die Busse der THÜSAC bedient.
Der gesamte Ort ist als Zone 30 beschildert. An allen Kreuzungen gilt Rechts vor Links. Vor der Eingemeindung nach Frohburg gab es nur Hausnummern und keine Straßennamen.
Liste der Straßennamen von Benndorf:
| Straße             | Beschreibung |
| ------------------ | --- |
| Am Hang            | Die Straße führt bergauf zum Ortsrand. |
| Am Schloßpark      | Benannt nach dem Park des ehemaligen Schlosses Benndorf. Es handelt sich um eine Sackgasse ohne Durchgang zum Park. |
| An der Gärtnerei   | Benannt nach der Gärtnerei Fleischer in der Hausnummer 1. |
| An der Kantine     | Benannt nach dem Gebäude mit der Hausnummer 12 in dem sich die Kantine der von Einsiedelschen Braunkohlewerke befand. |
| An der Schmiede    | Benannt nach Metallbau und Schmiede Wolfgang Jurich im Haus Nummer 3. Hieß bis zur Eingemeindung von Eulatal nach Frohburg noch Frohburger Straße.                                                                                          |
| Auf der Insel      | Die Insel wird gebildet durch den Mühlgraben einerseits und die Wyhra andererseits. |
| Bubendorfer Straße | Führt zum Nachbarort Bubendorf. Die letzten Häuser mit den Nummern 23 und 25 liegen bereits weit außerhalb der Ortslage unmittelbar an der Staatsstraße 51.                                                                                 |
| Eschefelder Straße | Führt über den Wirtschaftsweg vorbei an den fünf Linden zum Nachbarort Eschefeld. Verfügt als Hauptstraße durch den Ort über einen separaten Fußweg.                                                                                        |
| Röthgener Weg      | Benannt nach der in dieser Richtung befindlichen Siedlung Röthgen (Frohburg). |
| Schänkengasse      | Führte früher entlang der Rückseite der Grundstücke der Eschefelder Straße zum Dorfgasthof (Schänke). |
| Sportplatzgasse    | Führt zum Sportplatz von Benndorf. |
| Wyhraer Weg        | Führt vorbei an der Kläranlage als Feldweg zum Nachbarort Wyhra. |
| Zum Torbogen       | Benannt nach dem Gebäude mit der Nummer 9 – dem Torhaus des ehemaligen Rittergutes. Die Straße führt mitten durchs Rittergut und erschließt auch den Schloßpark der sich nach dem ehemaligen Marstallgebäude ortsauswärts links anschließt. |

Die Bubendorfer und die Eschefelder Straße treffen am Dorfplatz auf die Sportplatzgasse und die Straßen 'Zum Torbogen' sowie 'Auf der Insel'. Auf diesem zentralen Platz befindet sich die 'Sängerlinde'. Hier erfolgt auch die Versorgung der Bewohner mit fahrenden Geschäften (Bäcker und Fleischer), als auch die Ausleihe von Medien in der Fahrbibliothek. Der ehemalige Dorfladen von Familie Kulpe (zuvor Jung) am Dorfplatz in der Sportplatzgasse 1 war einer der letzten seiner Art in der Region. Der Verkauf endete am 31. März 2014.

### Bahn
In anderthalb Kilometern Entfernung befindet sich der Bahnhof Frohburg an der Bahnstrecke Neukieritzsch–Chemnitz, welcher aktuell von der Linie S 6 der S-Bahn Mitteldeutschland bedient wird. Es verkehren stündlich S-Bahnen nach Leipzig – mit Anschluss an den Fernverkehr – und darüber hinaus bis Leipzig Messe und in der Gegenrichtung bis Geithain mit Anschluss nach Chemnitz. Ein kleiner Abschnitt der Bahnstrecke liegt auch auf Benndorfer Flur.

### Flugverkehr
Der nächste Flughafen befindet sich 15 km südlich in Nobitz und die nächsten Flughäfen mit regulärem Flugbetrieb sind der Flughafen Leipzig/Halle 70 km nördlich sowie der Flughafen Dresden 110 km östlich von Benndorf.

### Medienversorgung
Die Benndorfer Niederspannungs-Stromversorgung ist durch die Envia Mitteldeutsche Energie weitestgehend als Erdkabel verlegt. Auf der Insel befindet sich eine Trafostation. Diese ist über Mittelspannungs-Stromleitungen mit Bubendorf und Frohburg verbunden. Die Hochspannungsleitung Nummer 208 von Eula nach Weida quert als 220-kV-Freileitung die Benndorfer Flur im Südosten von der Frohburger Siedlung Am Sonneneck kommend über den Erligt- und den Wiesenweg in Richtung Fünf Linden nach Eschefeld. Die Solarstromgewinnung im Ort ist lediglich im privaten Maßstab vorhanden. In Benndorf gibt es keine Windkraftanlagen.
Die Hauptgasleitung der MITGAS liegt im Südwesten von Benndorf und führt vom Benndorfer Wald entlang der Bebauungsgrenze vom Röthgener Weg zum Wiesenweg weiter in Richtung Frohburg. Die Ortslage selbst ist darüber mit einem Ortsnetz erschlossen.
Das Trinkwasser kommt vom Versorgungsverband Grimma-Geithain (VVGG). Der nächstgelegene Brunnen im Netz ist das Wasserwerk Frohburg.
Der Abwasserzweckverband Wyhratal sammelt die Abwässer und einen Teil des Niederschlagswassers aus dem Ort. Die Abwasserleitungen werden der Hauptleitung (von Frohburg kommend) zugeführt. Am Ortsende, am Wyhraer Weg, befindet sich eine Abwasser-Kläranlage.
Die Deutsche Telekom hat im Jahr 2020 ihr Netz in Benndorf auf Breitbandinternet via Glasfaserkabel umgestellt. Möglich sind Geschwindigkeiten bis 250 Mbit/s.

### Wander- und Radwege
Benndorf liegt direkt am Rad- und Wanderweg entlang des Wyhratals von Borna nach Frohburg und darüber hinaus ins Kohrener Land. Dieser Wanderweg ist auch als Lutherweg beschildert. Auf gleichem Wege führt auch die 3. Etappe der Via Porphyria durch den Ort. Er kreuzt am Dorfplatz die Verbindung von Altenburg und vom Erholungspark Pahna nach Frohburg und weiter in Richtung Priesnitz, Bad Lausick und Colditz.

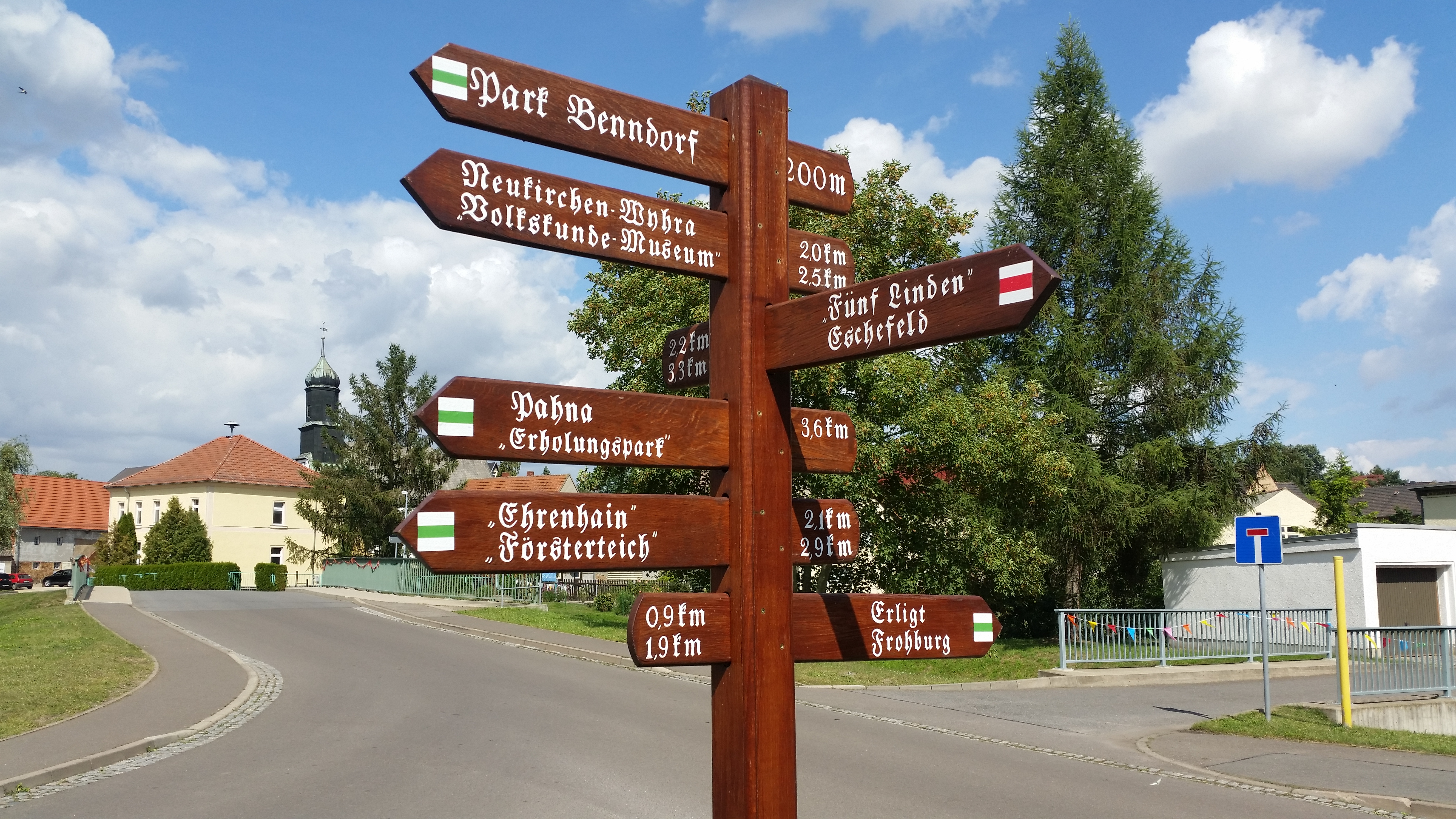
Wanderwegweiser am Dorfplatz Benndorf

Westlich des Ortes führt auf dem Wirtschaftsweg von Wyhra aus Richtung Norden kommend und an der Kreuzung mit der Straße Zum Torbogen (Picknickbank) nach Osten als Pöllnitzweg abbiegend der Pilgerpfad Nr. 13 der Jakobswege in Deutschland von Stettin nach Hof (Saale).
Der verlängerte Weg der Straße An der Kantine im Wyhratal nach Frohburg („Wiesenweg“) sowie die Wege nach Osten in der Verlängerung der Eschefelder Straße und der Straße Zum Torbogen sind asphaltiert und somit ebenso wie die westlich des Ortes liegende Verbindung von Röthgen (Frohburg) nach Wyhra (Borna) auch für Inlineskates geeignet. Die Wege in der Verlängerung des Wyhraer Wegs vorbei an der Kläranlage nach Wyhra als auch durch die Sandgrube nach Bubendorf und durch den Erligt nach Frohburg sind eher zum Wandern geeignet und nicht asphaltiert.
Am Dorfplatz befindet sich ein Wanderwegweiser und eine Rad- und Wanderkarte. Der Schloßpark mit seinen Bänken lädt zu einer Picknick-Pause ein. Man erreicht ihn über die Straße 'Zum Torbogen' und nicht über die nach ihm benannte Straße 'Am Schloßpark'.

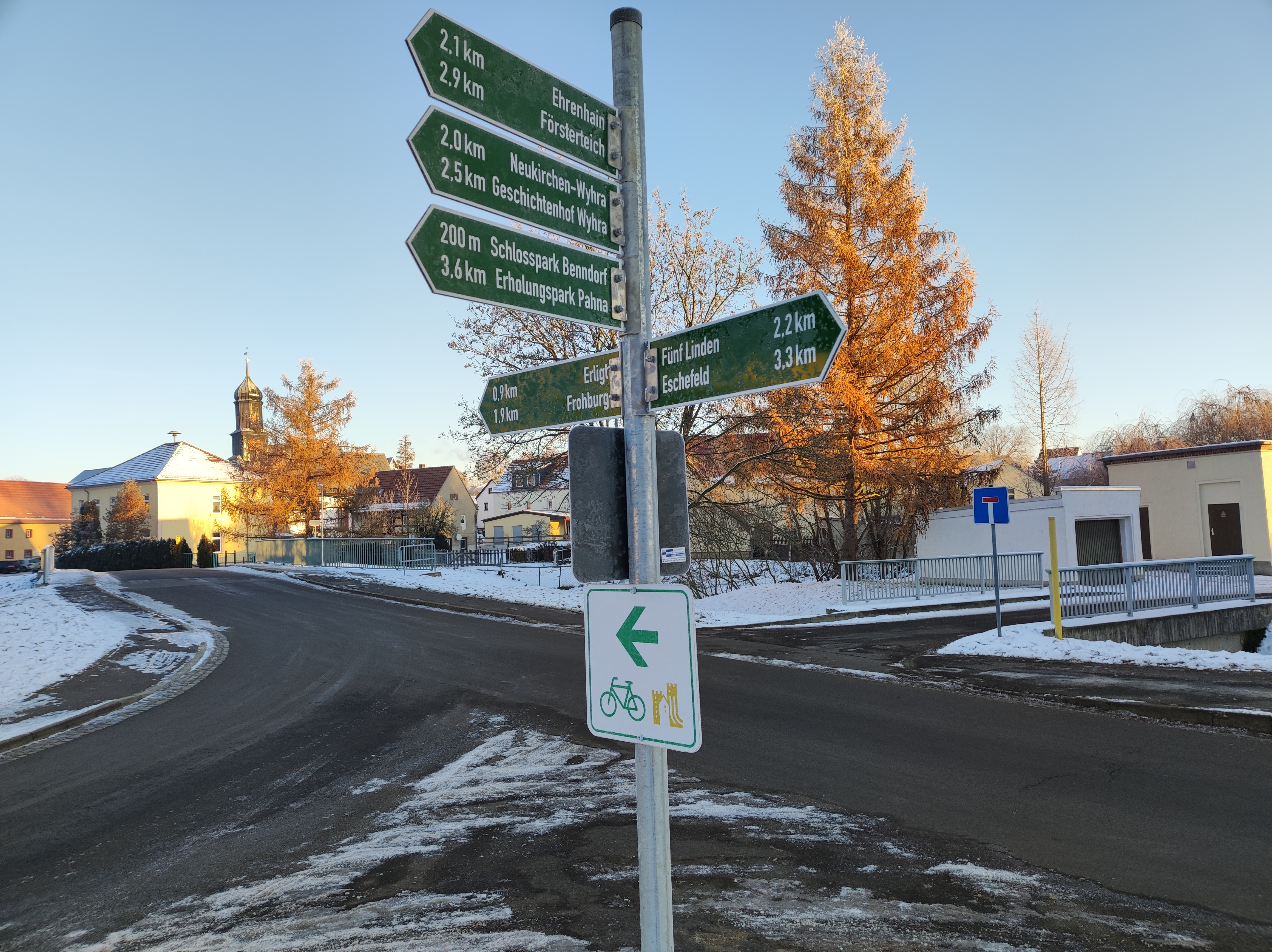
Neue Wanderwegweiser am Dorfplatz Benndorf seit 2022

### Nachbarorte
|           | Wyhra | Bubendorf |
| Pahna     |       |           |
| Eschefeld |       | Frohburg  |

Der Oberscharbach trennt im Nordwesten die Gemarkung Benndorf von Wyhra. Im Nordosten trennt der Bubendorfer Bach stellenweise Benndorf von Bubendorf. Bereits am Waldrand des Erligt beginnt im Südosten die Gemarkung Frohburg. Die fünf Linden bilden die Grenze im Süden nach Eschefeld und der Einsiedelweg im westlich gelegenen Benndorfer Wald nach Pahna.

### Gewässer

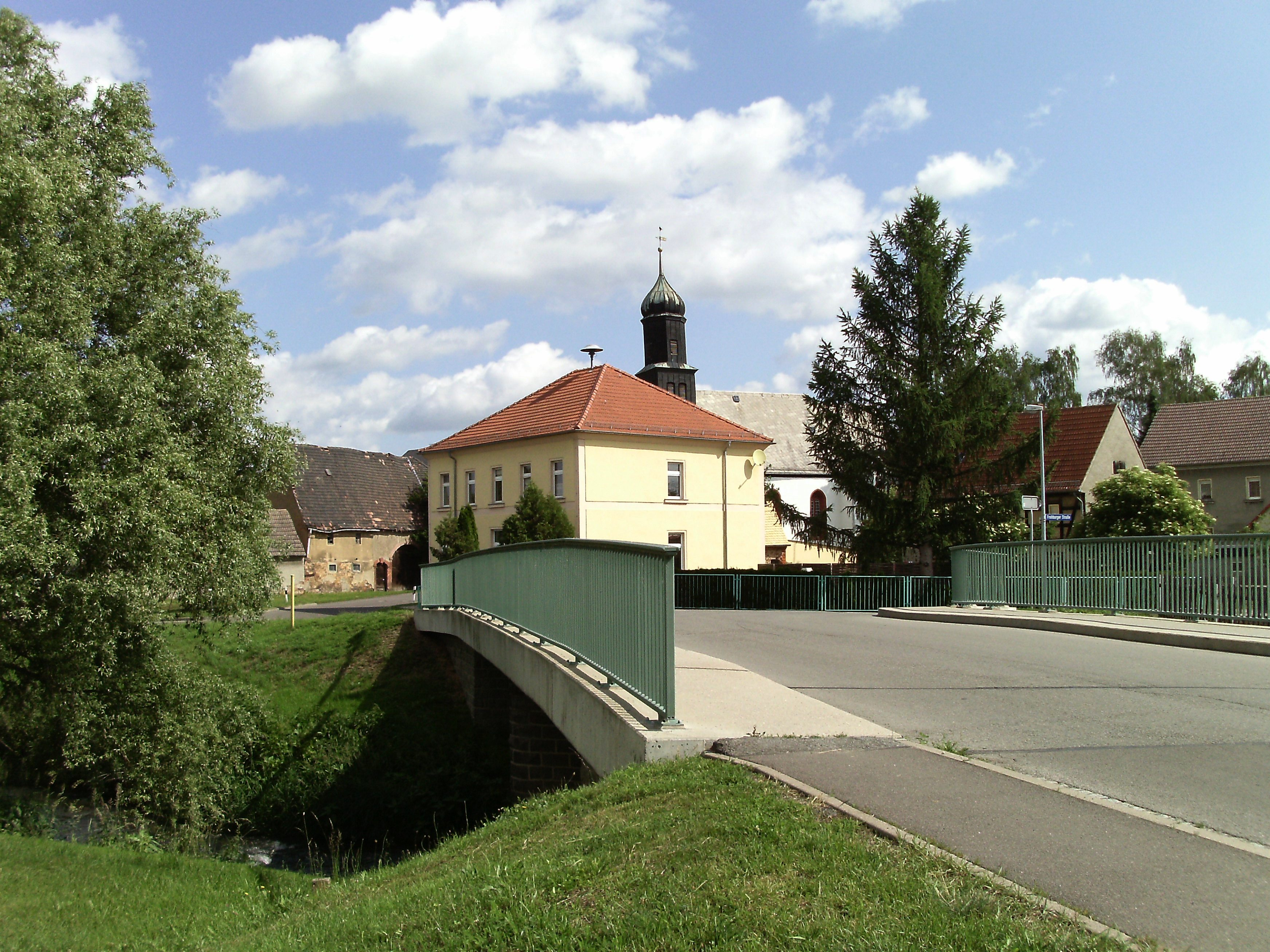
Benndorfer Wyhrabrücke

In Benndorf gibt es insbesondere rings um das Rittergut aber auch in den Randlagen mehrere kleine Teiche:
- Försterteich
- Wallteich
- Lindenteich
- Bauernteich

Die kleinen Bäche, unter anderem der Oberscharbach und der Bubendorfer Bach, fließen in Wyhra beziehungsweise Zedlitz in die Wyhra. Dieser kleine Fluss durchquert Benndorf von Südost nach Nordwest. In der Ortslage zweigt dabei links der sogenannte Mühlgraben ab. Dieser versorgte früher die Benndorfer Mühle mit Wasser. Er mündet am Dorfplatz wieder in die Wyhra. Die Wyhra wiederum mündet bei Lobstädt in die Pleiße, weiter in Weiße Elster, Saale und Elbe in die Nordsee.

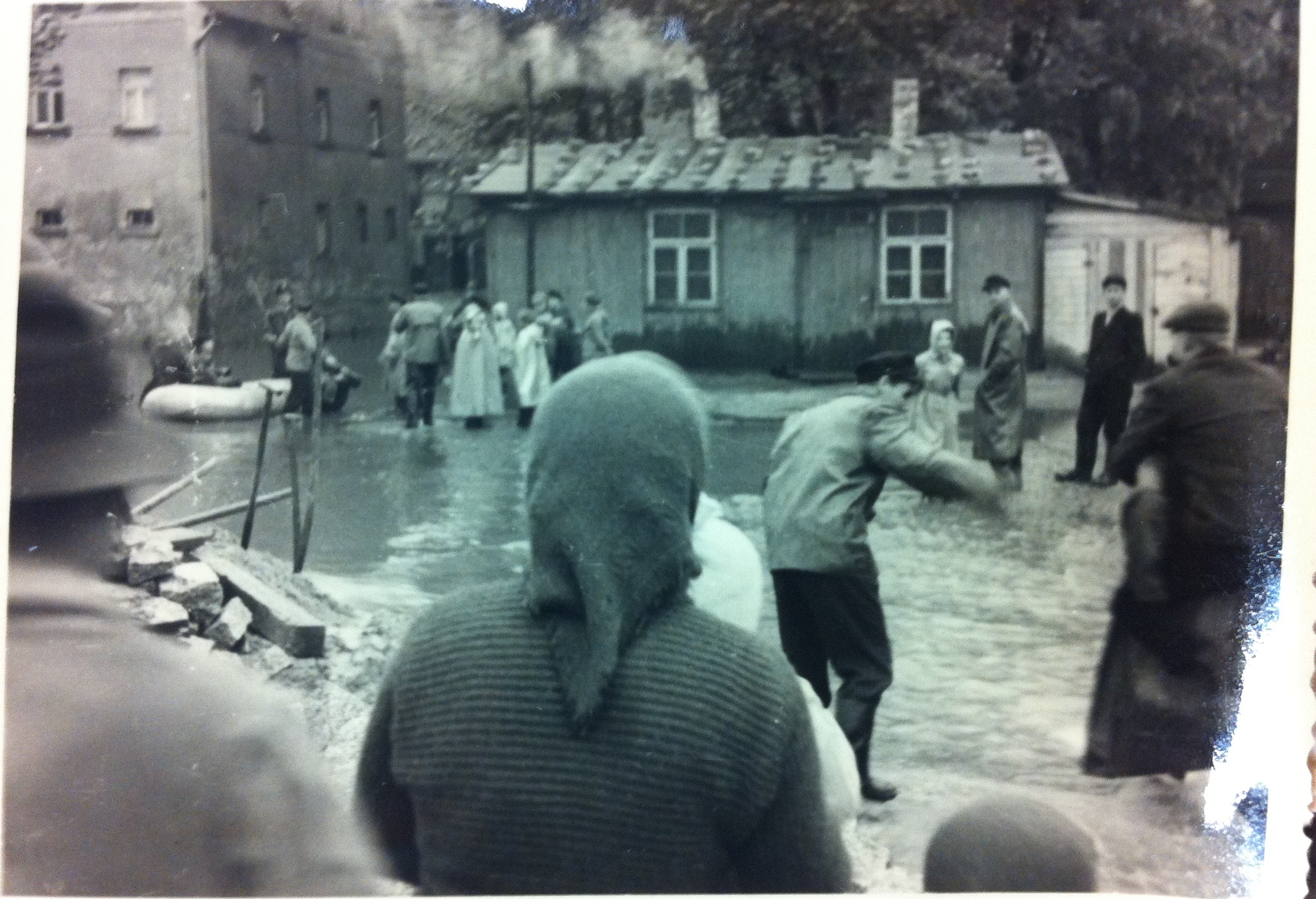
Hochwasser in Benndorf 1964

Schon immer gab es bei starkem Regen Probleme durch Hochwasser im Ort. Zuletzt bei den Jahrhunderthochwassern von 2002 und 2013.
Nördlich des Ortes am Ende des Wyhraer Weges befindet sich eine Kläranlage vom Abwasserzweckverband Wyhratal. Hier werden die Abwässer etlicher Ortschaften flussaufwärts gesammelt und geklärt, um dann wieder in die Wyhra zu gelangen. Zum Verbandsgebiet zählen neben den Frohburger Ortsteilen Eschefeld, Bubendorf, Benndorf, Greifenhain, Roda und Streitwald auch die Stadt Frohburg selbst sowie alle Ortsteile von Kohren-Sahlis und Narsdorf.

### Klima
Benndorf liegt in der gemäßigten Klimazone, im Übergangsbereich vom ozeanischen Klima Westeuropas zum Kontinentalklima Osteuropas. Die durchschnittliche Jahrestemperatur beträgt 8,8 °C und die mittlere jährliche Niederschlagsmenge 541 mm. Der meiste Niederschlag fällt in den Sommermonaten Juni bis August mit einem Spitzenwert von 64 mm im Juni und Juli. Im Februar fällt der geringste Niederschlag mit 31 mm, in den anderen Wintermonaten liegt er etwa bei 34 mm.
Der Regenschatten des Harzes erreicht bei Benndorf seine südöstliche Grenze. Nach Süden schließen sich die Regenstaulagen des Erzgebirges an.
|                       | Jan  | Feb  | Mär  | Apr  | Mai  | Jun  | Jul  | Aug  | Sep  | Okt  | Nov | Dez  |   |      |
| Mittl. Tagesmax. (°C) | 1,8  | 3,3  | 7,7  | 12,8 | 18,3 | 21,6 | 23,2 | 22,9 | 19,0 | 13,5 | 6,8 | 3,1  | ⌀ | 12,9 |
| Mittl. Tagesmin. (°C) | −3,0 | −2,6 | −0,1 | 3,3  | 7,7  | 11,1 | 12,8 | 12,3 | 9,3  | 5,7  | 1,7 | −1,3 | ⌀ | 4,8  |
|                       |      |      |      |      |      |      |      |      |      |      |     |      |   |      |
| Niederschlag (mm)     | 33   | 31   | 34   | 42   | 51   | 64   | 64   | 61   | 45   | 40   | 37  | 39   | Σ | 541  |
|                       |      |      |      |      |      |      |      |      |      |      |     |      |   |      |
| Sonnenstunden (h/d)   | 1,5  | 2,1  | 3,2  | 4,6  | 6,4  | 6,2  | 6,7  | 6,1  | 4,3  | 3,5  | 1,5 | 1,2  | ⌀ | 4    |
|                       |      |      |      |      |      |      |      |      |      |      |     |      |   |      |
| Regentage (d)         | 8,1  | 6,6  | 8,0  | 7,6  | 8,5  | 9,4  | 8,8  | 8,1  | 7,6  | 7,3  | 7,9 | 8,9  | Σ | 96,8 |
|                       |      |      |      |      |      |      |      |      |      |      |     |      |   |      |
| Luftfeuchtigkeit (%)  | 86   | 84   | 79   | 74   | 71   | 73   | 70   | 70   | 77   | 82   | 84  | 86   | ⌀ | 78   |

| −3,0 |

| −2,6 |

| −0,1 |

| 3,3 |

| 7,7 |

| 11,1 |

| 12,8 |

| 12,3 |

| 9,3 |

| 5,7 |

| 1,7 |

| −1,3 |

| −3,0 |

| −2,6 |

| −0,1 |

| 3,3 |

| 7,7 |

| 11,1 |

| 12,8 |

| 12,3 |

| 9,3 |

| 5,7 |

| 1,7 |

| −1,3 |

## Geschichte

### Frühere Ortsnamen
| Jahr | Bezeichnung        | Anmerkung     |
| ---- | ------------------ | ------------- |
| 1216 | Bennendorf         | Ersterwähnung |
| 1350 | Bendorf, Bunendorf |               |
| 1526 | Penndorf           |               |

### 13. Jahrhundert

Schloss Benndorf (1958 abgerissen)

Im Jahre 1216 wird in einer Urkunde neben Heinrich dem Jüngeren und Heinrich dem Älteren von Corna (Kohren) und Siegfried von Zedtlitz auch ein Hugo von Bennendorf als Zeuge genannt, ein Ritter, dessen Vorfahren unter Wiprecht von Groitzsch angesiedelt wurden. Sie stammten aus Franken. Dort gab es auch ein Dorf Benndorf, jetzt Kaltenbrunn. Ein Gnanno von Benndorf schenkte dem Kloster Benz mehrere Güter, wobei ein Adelbert von Benndorf als Zeuge genannt wird. 1233 werden Dither List und Siegfried List als Besitzer von Benndorf genannt. Die Familie ist nach Windischleuba übergesiedelt. Mit der Familie List beginnt die Reihe derjenigen Besitzer, die Jahrhunderte hindurch Frohburg und Benndorf besaßen.

### 14. Jahrhundert
Im Jahre 1350 besitzt Gunegunde, des gestrengen Ritters de Trenowe (von Thräna) Ehefrau, das Rödichen, Güter und Abgaben in Benndorf.
Dietrich von List überträgt im Jahr 1352 das Patronatsrecht über die Kirche Benndorf dem Bergkloster Chemnitz. Im Jahr 1362 wurde die Benndorfer Mühle erbaut und 1365 erstmals urkundlich erwähnt.

### 15. Jahrhundert
Am 28. Juni 1413 leiht Markgraf Wilhelm II. den „gestrengen Apel und Michael Gebrüder von Bresen“ das Schloss Frohburg, den Hain hinter dem Schlosse, das Städtchen Frohburg zur Hälfte, das Halsgericht in den Dörfern Greifenhain, Eschefeld und Benndorf. Für das Jahr 1420 werden in einem Kaufbriefe, der sich im Schlossarchiv zu Frohburg befindet, als Besitzer von Benndorf Cunrad und Frutzsche (Fritz) von Bresen genannt. Sie verkauften damals an ihren Vetter Caspar von Bresen auf Frohburg ein Gehölz, die Borkisbach (Burkhardtsbach) genannt. Im Jahre 1485 verkauft Johann von Bresen auf Benndorf ein Stück Holz an Heinrich von Einsiedel auf Gnandstein.
Um das Jahr 1500 wurde die Benndorfer Kirche erbaut.

### 16. Jahrhundert

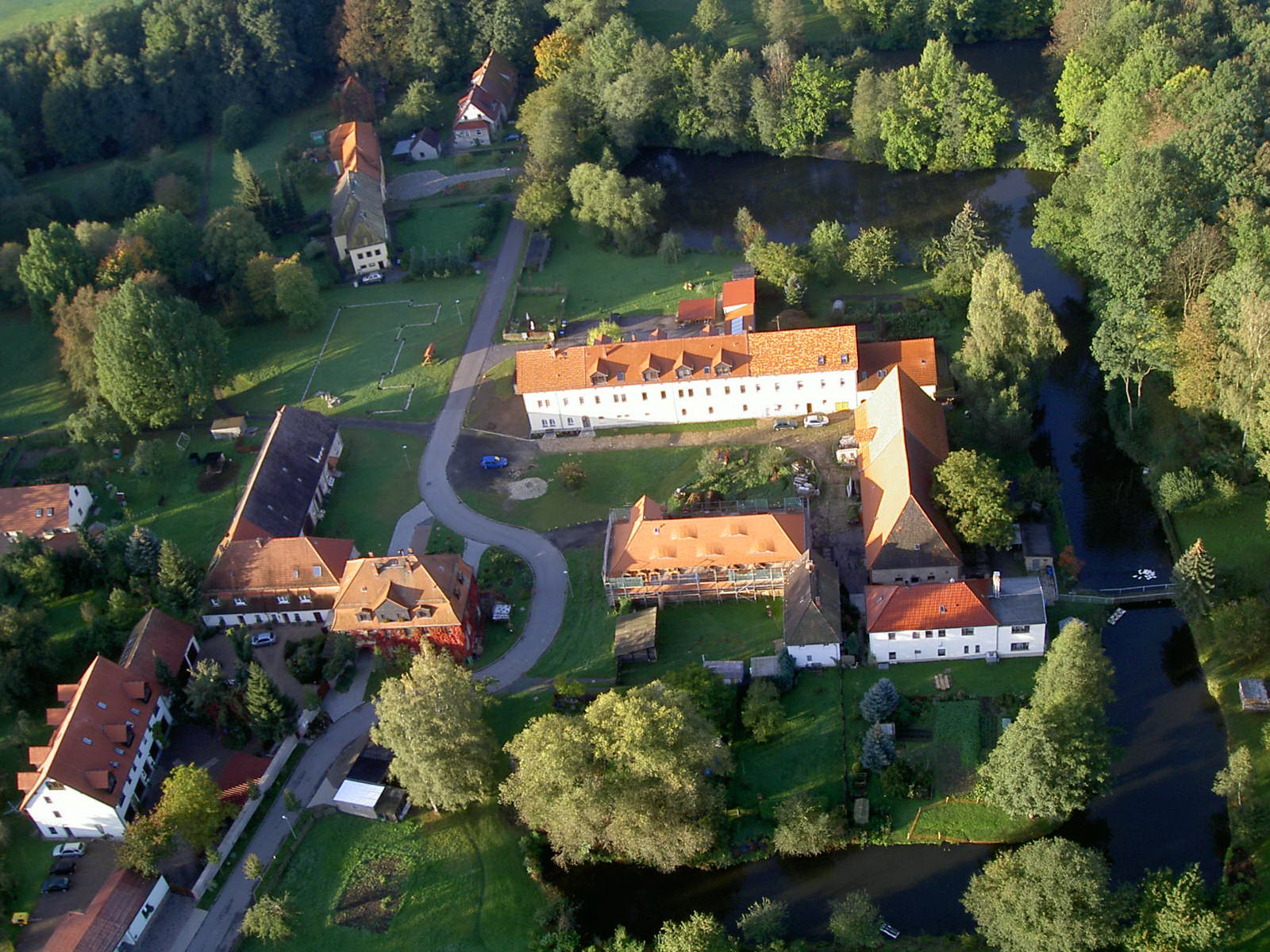
Luftbild vom Rittergut

Im Visitationsprotokoll von 1533 werden Caspar von Mergenthal und Rudolf von Bunaw als Besitzer Benndorfs genannt. Caspar von Minkwitz begegnet uns 1535 auf Benndorf. 1540 verkauft dieser Frohburg und Benndorf an Nickel von Techwitz „auf Kossern sessig“. Dieser wird am 30. Oktober 1542 durch den ernestinischen Kurfürsten Johann Friedrich, wiederum durch den Amtmann von Altenburg, ermahnt, seinen pekuniären Verpflichtungen gegen den Pfarrer von Benndorf nachzukommen.
Bereits 1549 verkauft Nickel von Techwitz die Rittergüter Frohburg und Benndorf, weil überschuldet, an Melchior von Kreutzen. Der Kaufvertrag ist vom albertinischen Kurfürst Moritz mit unterschrieben. Melchior von Kreutzen starb „zu Frohburg auf seinem Schloss nach Ursula, welches war der 24. Oktober 1555 um 9.00 Uhr vormittags“, so besagt es die in der westlichen Vorhalle der Frohburger Kirche stehende, erzene Grabplatte mit Kreutzers nahezu lebensgroßer Gestalt. Sein Sohn und Nachfolger Bernhard von Kreutzen kam aus den finanziellen Schwierigkeiten nicht mehr heraus, sodass er sich 1600 „auf den Schneeberg“ zurückzog und seine Güter seinem Vetter Melchior von Kreutzen aus der preußischen Linie überließ, der sie jedoch schon 1602 an seinen Sohn Christoph von Kreutzen abtrat. Dieser verstarb aber viel zu früh. Unter seiner geschickten Hand hätten die beiden Güter auch finanziell wieder aufblühen können. Mit hohen Ehren, in Anwesenheit des Herzogs Johann Georg wurde er am 2. Oktober 1609 begraben. Seine Witwe verwaltete ab 1609 die Güter mit Wolf von Kreutzen auf Ballstädt und Heinrich von Friesen auf Rötha für ihren einzigen Sohn Melchior, der diese Güter allerdings tief verschuldet übertragen erhält. Vielleicht um der finanziellen Sorgen willen nimmt er Kriegsdienste an und ist wahrscheinlich auch im Krieg gefallen, denn am 23. Januar 1630 tritt seine Witwe Sabine (aus dem Hause der Prießnitzer Einsiedel) Frohburg an die Gläubiger ihres Mannes ab. Entweder unter dieser Witwe Sabine von Kreutzen oder noch zu Lebzeiten ihres Mannes Melchior von Kreutzen muss Benndorf verkauft worden sein. Dadurch hat die Trennung der Güter Benndorf und Frohburg stattgefunden.

### 17. Jahrhundert

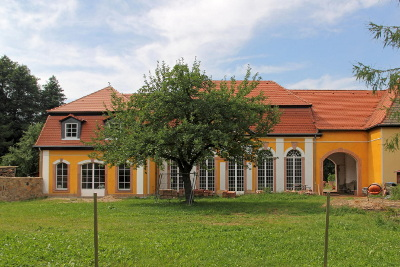
Orangerie

1625 wird Georg Berger als Besitzer der herrschaftlichen Erbschenke zu Benndorf erwähnt. Die Witwe von Christoph von Kreutzen verkauft Frohburg an die Gläubiger ihres Mannes. Dadurch kam es zu einer Trennung der Güter Benndorf und Frohburg. Im Jahre 1633 starben 134 Personen in Benndorf an der Pest (nahezu ein Drittel der Einwohner).
Zu Anfang des 17. Jahrhunderts ist Benndorf im Besitze der Herren von Ende, von denen Wolf von Ende ein tüchtiger Landwirt gewesen sein soll (Aus dem Album der Rittergüter Sachsens). Zu erwähnen ist hier noch, dass um 1600 in Frohburg – nicht im Schloss – eine Adelsfamilie Georg von Ende wohnte. Im Rittergutsarchiv befindet sich ein größeres Aktenstück, überschrieben „Acta Judicialia vom Jahre 1755“. Bereits am 20. Januar 1669 unterschreibt dort auf Seite 52 Eberhard Schlaf. Er wird auf derselben Seite „der rechte Doktor und practiko und Erbherr auf Benndorf“ genannt. Wie aus den oben angeführten Akten hervorgeht, machten sich in dieser Zeit viele Erinnerungen und Nachträge wegen der Frondienste und Fronabgaben notwendig. Die Lehnsleute wollten sich scheinbar Erleichterung verschaffen, was zu verstehen ist, da sie durch den nicht weit zurückliegenden Dreißigjährigen Krieg verarmt waren. Wegen der „Handbaudienste“ führten die Hintersässer mit dem Gutsherren einen Prozess, den sie aber vor dem Obergericht zu Leipzig bereits 1675 verloren. Ihre Revision wurde am 14. Juni 1676 wiederum verworfen. Sie wendeten sich nun an das Appellationsgericht des Kurfürsten von Sachsen in Magdeburg. Es kam aber schließlich zu einem Vergleich zwischen beiden Parteien, da im Rittergut Benndorf ein Besitzerwechsel eingetreten war.
Im Jahre 1676 sind zwei Brüder, nämlich der „Fürstlich Sächsische Hof- und Justitionsrat zu Altenburg Johann Caspar Hendrich“ und der „Fürstlich Sächsische Landrentmeister zu Koburg Johann Friedrich Hendrich“ Herren auf Benndorf. Sie werden in dem oben genannten Schriftstück auf Seite 55 links angeführt. Die beiden Brüder hatten wiederum einen Prozess zu führen gegen die Witwe des verstorbenen Anspanners Georg Vormann, die sich weigerte, „die Hauptlehnwahr“ (5 % Abgabe des Grundwertes bei Todesfall) zu zahlen, da sie dieses Gut mit ihrer Tochter, die einen gewissen Georg Eidner geheiratet hatte, zusammen weiter bewirtschaften wollte. Der Prozess wurde ebenfalls vor dem Oberhofgericht in Leipzig geführt und endete mit einem gütlichen Vergleich (S. 56 und 57 des Aktenstückes). Nach dem Datum, das das Aktenstück trägt, müssen beide Brüder noch am 12. Juni 1680 Besitzer des Rittergutes gewesen sein.
1688 kauft der Kanzler von Pöllnitz Benndorf. Im Besitz dieser Familie war Benndorf ununterbrochen bis 1811.

### 18. Jahrhundert
1721 begann Friedrich Carl von Pöllnitz das heutzutage mit seinem Grundriss aufgezeigte Schloss Benndorf aufzubauen.

### 19. Jahrhundert

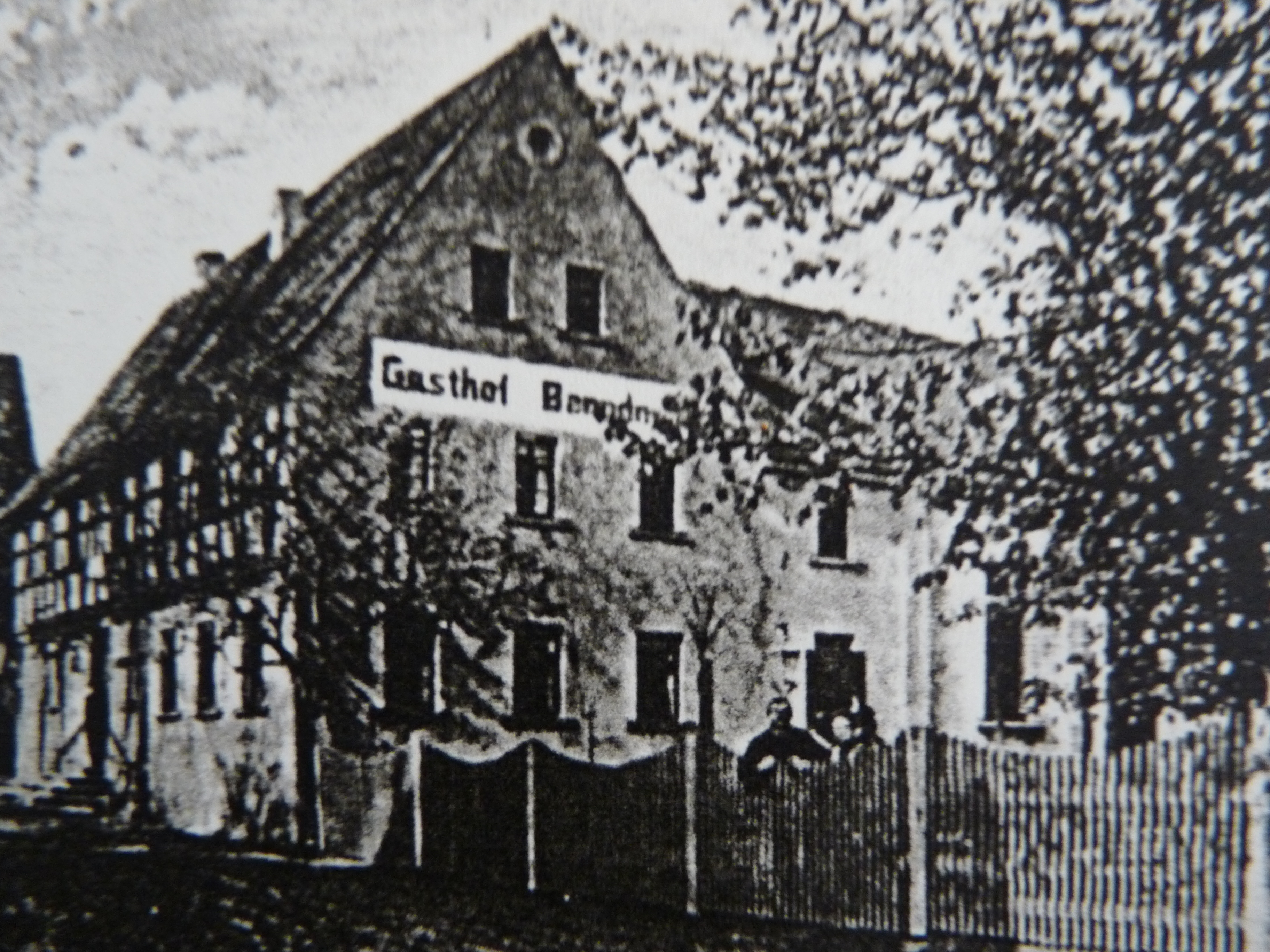
Gasthof Benndorf

Im Jahre 1811 war der Forstschreiber Johann Ernst Dankegott Klinkhardt Besitzer Benndorfs. Sein Nachfolger 1818 war Heinrich Karl Eichstädt, der in Benndorf begraben liegt. Über dessen Pflegetochter und Erbin Johanna Laura Rötzschke kam der spätere Fideikommiss Benndorf-Gösen-Pretzsch 1848 an ihre Tochter Ida Gruner (1815–1892), verheiratete von Einsiedel (1. Ehe) bzw. Brand von Lindau (2. Ehe), danach an ihren Sohn Curt von Einsiedel (1837–1923), gefolgt von seinem Neffen Curt von Einsiedel auf Wolftitz (1871–1941), der die Güter Benndorf und Bubendorf seiner Nichte und Adoptivtochter Marie-Luise (* 1913) vererbte, welche mit Eberhard von Breitenbuch verheiratet war. Sie wurde durch die Bodenreform in der Sowjetischen Besatzungszone im Jahr 1945 enteignet.
1848 wurde die Brennerei im Rittergut aufgebaut. 1864 eröffnete das Braunkohlenwerk „Himmelreich“ in Bubendorf und 1884 die Einsiedelschen Kohlewerke. Zu dieser Zeit hat Benndorf 517 Einwohner und 22 Bauerngüter. Bis 1890 hatte das Rittergut ein eigenes Brauhaus und das Braurecht. Der Schenkwirt zu Benndorf durfte nur Bier aus der Rittergutsbrauerei ausschenken.

### 20. Jahrhundert

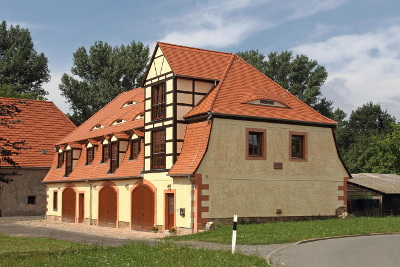
Brennerei, 2013 saniert

Im Jahr 1908 werden am 16. Juli Bohrungen für einen zweiten Trinkwasserbrunnen durchgeführt. 1911 herrschen arge Missstände im Schulwesen: 115 – 119 Schüler in zwei Klassen von nur einem Lehrer unterrichtet. Die Sitzplätze reichen in der zweiten Klasse nicht mehr aus, so dass einige Schüler stehen müssen.
In den Jahren 1914 bis 1918 mussten etliche Benndorfer Männer als Soldaten im Ersten Weltkrieg kämpfen. Insgesamt 22 von ihnen sind dabei gefallen.
Liste der Gefallenen des Ersten Weltkrieges aus Benndorf
| Dienstgrad         | Name                     | Alter | geboren    | Geburtsort      | gestorben  | Sterbeort                                         | Einheit                           |
| ------------------ | ------------------------ | ----- | ---------- | --------------- | ---------- | ------------------------------------------------- | --------------------------------- |
| Soldat             | Emil Arthur Uhlig        | 31    | 17.07.1884 | Benndorf        | 02.09.1916 | bei Zamoscie (Russland) in der Njemenschlacht     | 12. Komp. Inf.-Regt. 354          |
| Unteroffizier      | Albin Otto Uhlig         | 22    | 01.12.1893 | Frohburg        | 24.03.1916 | südlich des Caurieres-Waldes (Frankreich)         | 2. Komp. Inf.-Regt. 107           |
| Soldat             | Otto Paul Weiske         | 21    | 23.01.1893 | Benndorf        | 24.10.1914 | westlich von Lille (Frankreich)                   | 4. Komp. Inf.-Regt. 179           |
| Soldat             | Emil Arthur Vogel        | 31    | 17.06.1885 | Frohburg        | 12.11.1916 | am Monte-lui-Popovice (Rumänien)                  |                                   |
| Soldat             | Arno Arthur Linke        | 23    | 30.01.1894 | Benndorf        | 15.04.1917 | südlich Aubérive (Frankreich)                     | 6. Komp. Inf.-Regt. 107           |
| Soldat             | Oskar Max Lungwitz       | 30    | 01.10.1886 | Flößberg        | 01.07.1917 | südöstlich Brzezany (Frankreich)                  | 6. Komp. Res.-Inf.-Regt. 107      |
| Soldat             | Otto Weiske              | 22    | 14.01.1895 | Benndorf        | 14.11.1917 | östlich Monchy im Artois (Frankreich)             |                                   |
| Gefreiter          | Albin Richard Taubert    | 37    | 27.11.1880 | Benndorf        | 15.09.1918 | bei Bourlon (Frankreich)                          | Fuhrpark-Kolonne Nr. 719          |
| Unteroffizier      | Alfred Otto Leuschel     | 23    | 28.06.1895 | Benndorf        | 24.10.1918 | bei Bantheville (Argonnen)                        | 7. Komp. Res.-Inf-Regt. 106       |
| Armierungs-Soldat  | Ernst Emil Leuschel      | 46    | 01.02.1871 | Benndorf        | 04.05.1917 | im Reserve-Lazarett II Leipzig                    | 4. Komp. Armierungs-Bataillon 191 |
| Soldat             | Ludwig Müller            | 31    | 02.05.1895 | Bärnhöhe        | 29.12.1916 | bei Blanzée vor Verdun (Frankreich)               | 1. Komp. Ersatz-Inf.-Regt. 24     |
| Soldat             | Alfred Willy Richter     | 19    | 27.12.1898 | Benndorf        | 12.04.1918 | in le Papot, nordwestlich Nieppe, franz. Flandern | 11. Komp. Inf.Regt. 177           |
| Soldat             | Richard Paul Kröber      | 23    | 28.10.1890 | Neukirchen      | 20.08.1914 | bei Walscheid (Lothringen) gefallen               |                                   |
| Soldat der Reserve | Arno Alfred Thurm        | 22    | 05.10.1891 | Benndorf        | 27.09.1914 | bei Saint-Souplet (Frankreich)                    | 1. Komp. Inf.-Regt. 107           |
| Soldat             | Julius Edwin Starke      | 27    | 13.05.1887 | Klein-Eschefeld | 26.09.1914 | bei Vaudesincourt (Frankreich)                    | 12. Komp. Res.-Inf-Regt. 106      |
| Soldat             | Arthur Alfred Schirmer   | 22    | 23.02.1892 | Benndorf        | 10.12.1914 | bei La Bassé Ville (Frankreich)                   | 7. Komp. Inf.-Regt. 113           |
| Unteroffizier      | Albert Friedrich Kirsten | 25    | 09.04.1891 | Benndorf        | 29.10.1916 | bei Miraumont / Somme (Frankreich)                | 11. Komp. Inf.-Regt. 106          |
| Gefreiter          | Emil Arthur Kurze        | 30    | 18.10.1887 | Benndorf        | 06.12.1917 | südwestlich Anneux (Frankreich)                   | 1. Komp. Res.-Inf.-Regt. 107      |
| Soldat             | Walter Rudolf Uhlig      | 19    | 25.11.1898 | Frohburg        | 21.10.1918 | in der Woëvre westlich der Mosel (Frankreich)     | 2. Komp. Res.-Inf.-Regt. 106      |
| Soldat             | Martin Ettelt            | 25    | 07.12.1891 | Benndorf        | 08.12.1916 | 1915 verwundet                                    |                                   |
| Soldat             | Otto Graichen            | 20    | 26.04.1898 | Benndorf        | 08.07.1919 | 1918 verwundet                                    |                                   |

Eine elektrische Dreschmaschine wird 1917 in Betrieb genommen. Die große Scheune der Mühle brannte am 30. September 1921 restlos nieder.
Zur Zeit von Kurt Heinrich Alexis Hildebrand von Einsiedel kam das Rittergut unter Konkursverwaltung. Nur noch in seinem letzten Lebensjahr konnte er sein Besitztum wirklich wieder sein Eigen nennen. Oberst von Einsiedel war bekannt und beliebt wegen seines unverwüstlichen Humors. Er starb am 19. November 1923 in einer Privatklinik in Altenburg und wurde in Benndorf begraben.
Da der verstorbene keine Kinder hinterließ, kam das Rittergut Benndorf 1923 an seine Neffen, Königlich Sächsischer Major a. D. Kurt von Einsiedel, dem man ernstes Bemühen nachsagen darf, dem baulich heruntergekommenen Rittergut wieder zu seinem alten Glanz als Zierde des Dorfes verholfen zu haben.
1925 brannte das Mühlengebäude bis auf die Grundmauern nieder. Im Jahr 1929 hat Benndorf 517 Einwohner sowie die „Sachsen Brikettwerke GmbH Benndorf“, einen Gesangsverein und einen Radfahrerverein.
Ende der zwanziger Jahre des 20. Jahrhunderts geht das Rittergut Benndorf in den Besitz der Familie Breitenbuch. Diese verpachten das Gut an die Familie Richter.
Arthur Hensel beging am 26. April 1931 sein 25-jähriges Jubiläum als Bürgermeister in Benndorf. Mit einer Verordnung der Nationalsozialisten vom 3. Mai 1933 wurde die Ortsgruppe Benndorf des Arbeiter-Radfahrvereins „Solidarität“ verboten. Die im HJ-Heim untergebrachte Gemeindebücherei zeigte eine erfreuliche Entwicklung. Gegründet im Oktober 1938 gab es ein Jahr später bereits 60 Leser. Am 1. April 1939 fand in Anwesenheit des Ortsgruppenleiters Pfefferkorn aus Frohburg die Gründung der NSDAP-Ortsgruppe Benndorf-Bubendorf statt.
1944 waren auf dem Rittergut Benndorf 33 Zwangsverschleppte Polinnen und Polen mit 2 Kindern beschäftigt. Außerdem befanden sich in Benndorf bei Bauern 13 kriegsgefangene Polen, 17 zwangsverschleppte Polen, 5 Ukrainer mit einem Kind, 3 Russen, 2 Italiener, 1 Rumäne und 3 Jugoslawen. Am Ende des Zweiten Weltkrieges war im Schloß Benndorf seit dem 22. Februar 1945 ein Kriegsgefangenenlager für ca. 800 alliierte gefangene Militärangehörige eingerichtet, vor allem für französische Offiziere, die aus dem Kriegsgefangenenlager Oflag IV D Elsterhorst kamen. Am 13. April 1945 erlebten sie hier mit dem Einmarsch der amerikanischen Truppen das Ende des Krieges. Richard Scheibe wurde am 18. April von den Amerikanern als Bürgermeister eingesetzt.

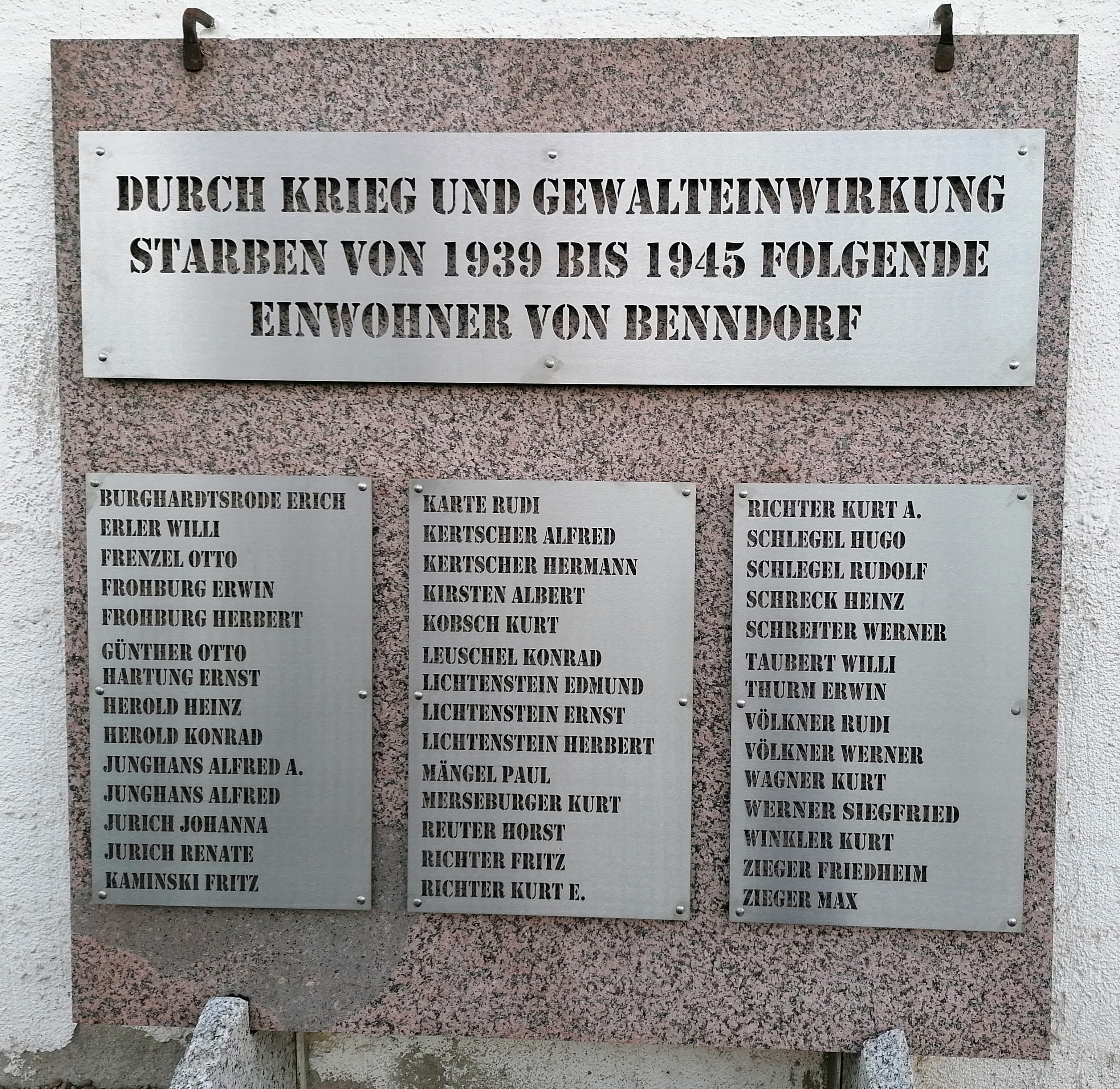
Gedenktafel Zweiter Weltkrieg

Nach dem Zweiten Weltkrieg im Juli 1945 wird das Rittergut von der sowjetischen Besatzungsmacht enteignet und im Zuge der Bodenreform am 14. Oktober 1945 aufgeteilt. Vorsitzender der Bodenkommission war Arno Raubold. Der Land- und Forstwirtschaftsbetrieb des Rittergutes (306 Hektar) wurde unter den in Benndorf untergebrachten Flüchtlingen und Heimatvertriebenen aus den deutschen Ostgebieten, viele davon aus dem Kreis Militsch in Niederschlesien, aber auch aus Ostpreußen und aus Galizien in der heutigen Ukraine, aufgeteilt.
Am 1. November 1946 wurde Genosse Richard Eidam Bürgermeister von Benndorf. Seit dem 1. Januar 1951 ist der Gasthof im Gemeindeeigentum und wird im Jahr 1956 von der Konsumgenossenschaft Frohburg übernommen. 1955 wird aus dem Erntekindergarten ein ständiger Kindergarten eingerichtet. Mit der Gründung der LPG „Freier Bauer“ (Typ III) am 11. Februar 1956 in Benndorf wurden die Rittergutsgebäude bis zum Ende der DDR durch diese bewirtschaftet.
In den 1950er Jahren wurde das dreiflügelige Schloss stückweise abgerissen, obwohl der Abbruchbefehl der Landesbodenkommission längst verjährt war. Die Rittergutsgebäude und die Parkanlage wurden nicht gepflegt und verfielen zusehends.

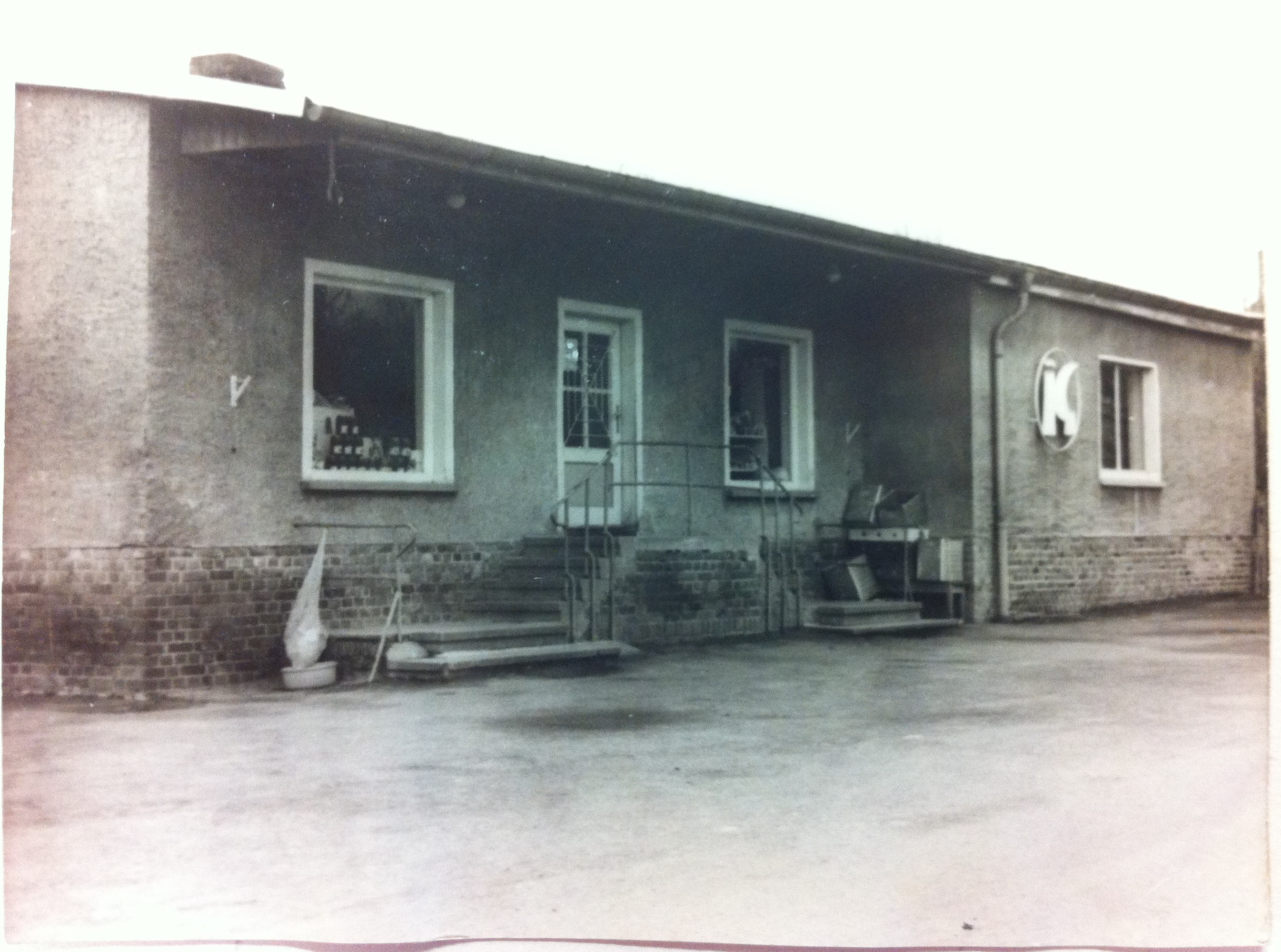
Konsumverkaufsstelle Benndorf

Im Jahr 1957 wurde ein Transformatorhaus gebaut. Im Juli 1959 eröffnete die neue Konsumverkaufsstelle. Auch der Brückenbau über die Wyhra und den Mühlgraben wurde 1959 beendet. Eine neue Fuhrwerkswaage und ein Wiegehaus wurden im gleichen Jahr errichtet. Anlässlich des 10. Geburtstages der DDR wurde die neu eingerichtete Gemeindeschwesternstation eröffnet.

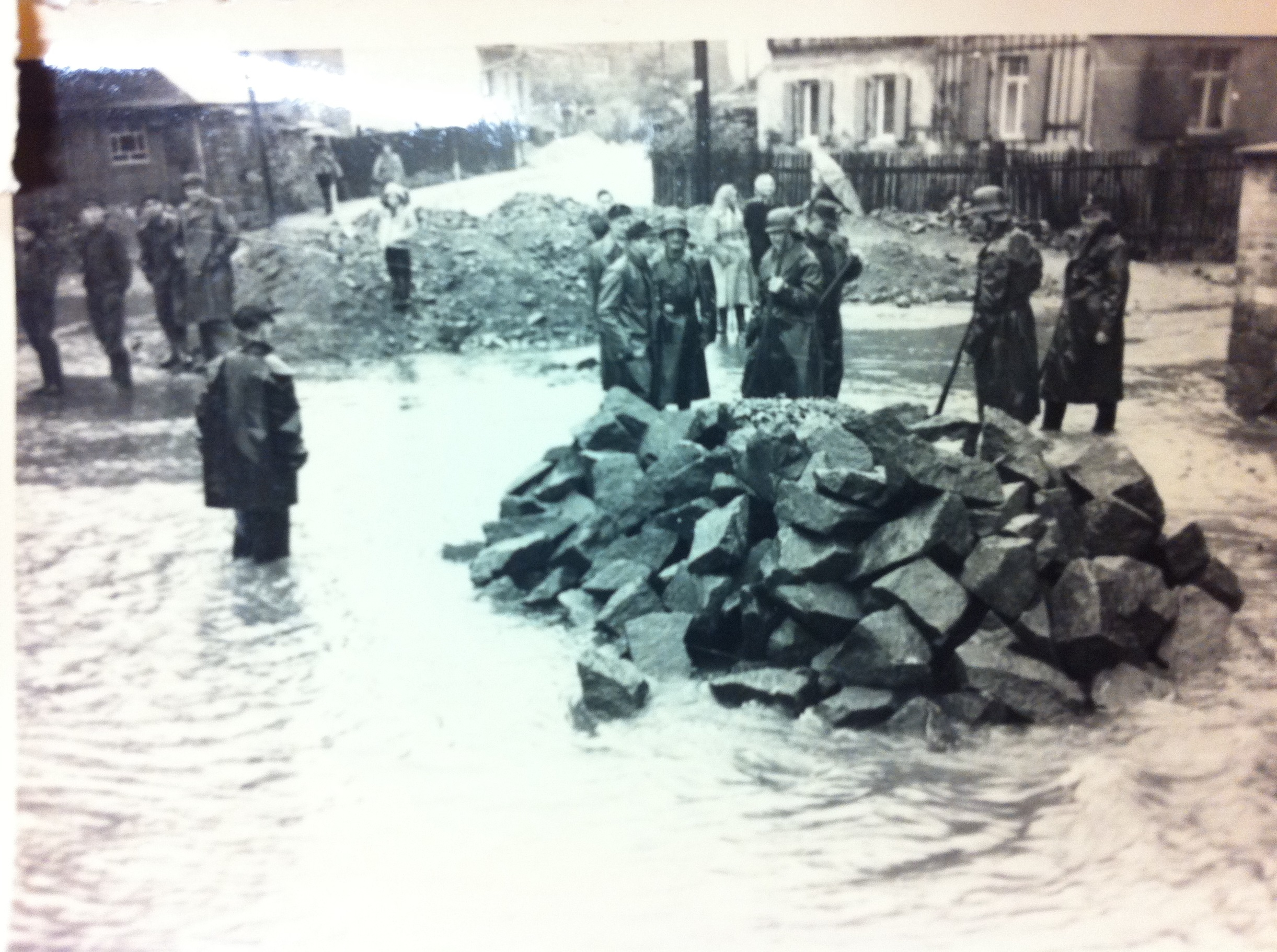
Bau der Benndorfer Brücke über die Wyhra

Der Männerchor, welcher bereits bis 1942 bestand, wurde 1961 neu gegründet. 1963 wurde zur Verbesserung der Löschwasserversorgung ein Löschwasserteich angelegt. Am 25. Juni wurde eine BSG mit den Abteilungen Jugendfußball und Frauenhandball gegründet. Um die Ursache für die häufigen Hochwasser zu beseitigen, wurde 1964 die Wyhra unterhalb des Dorfes auf einer Länge von 850 Meter begradigt und eine neue Brücke gebaut. Der örtliche Waschstützpunkt wurde 1967 geschlossen. Am 16. März 1967 war Bauabnahme des neuen Schweinestalles der LPG an der Schäferei.
Im Jahr 1968 erhielt die Ortsverbindungsstraße von Benndorf nach Bubendorf einen Mischsplittbelag. Die Dorfstraße in der Ortslage Benndorf erhielt zum ersten Mal einen Bitumendecke. Vorher war es eine rechte Schlammstraße. Südlich des Ortes wurde eine 220 kV Hochspannungsleitung gebaut. Am 9. Juli 1968 war der Zusammenschluss der LPG Typ I Benndorf „Wyhratal“ mit der LPG Typ III Frohburg „Florian Geyer“. 1969 legen die Mitglieder des VKSK Benndorf eine in sich geschlossene Gartenanlage an. Im Jahr darauf erfolgte die Übergabe des Jugend- und Sportlerheimes durch den Rat der Gemeinde an die Jugend.
Am 30. Juni wurde der Schuldienst in der Grundschule Benndorf eingestellt. Die Kinder der 1. bis 3. Klasse gehen nach Nenkersdorf in die Schule. Ab der 4. Klasse gehen sie nach Frohburg. Das Benndorfer Schulgebäude wird nur noch als Schulhort genutzt. Am 29. Mai 1972 um 6:23 Uhr erfolgte die erste Linienbusfahrt durch Benndorf. Am 31. Dezember 1973 legte Ernst Wolf das Amt des Bürgermeisters aus gesundheitlichen Gründen nieder. Er war 20 Jahre in seinem Amt tätig und hat durch hohen persönlichen Einsatz viel für die Gemeinde Benndorf getan. Nachfolgerin wird am 1. Januar 1974 Christine Otto. Sie wird bereits im Juli 1975 wieder des Amtes enthoben und Frau Arnold wird als Bürgermeisterin eingesetzt. Auch sie war nur kurze Zeit im Amt. Von 1976 bis 1978 übernimmt der stellvertretende Bürgermeister Kurt Feist. Ab 1978 ist Rudolph Niegel Bürgermeister in Benndorf.
1983 wird die Obstplantage neben der Milchviehanlage abgeholzt. Etwa 130 Bäume im Alter von 15–20 Jahren wurden gerodet, weil kein Pflegepersonal für diese Anlage da war. Im gleichen Jahr erfolgen Erweiterungen am Kindergarten und die Anlage eines Spielplatzes im ehemaligen Schulgarten. Ab 1. Januar 1986 ist Birgit Winkler Bürgermeisterin von Benndorf. Es erfolgen großflächige Meliorationsarbeiten in der Benndorfer Flur. Benndorf wird an die Müllabfuhr des VEB Dienstleistungskombinates Borna angeschlossen.
Manfred Becker gibt nach 11 Jahren die Leitung der Konsumgaststätte ab. Vom 28. Mai 1987 bis 14. Januar 1968 führt Matthias Koch die Gaststätte. Seit diesem Tag ist die Gaststätte geschlossen. Am 9. Mai wurde der Bullenstall der LPG neben dem Kindergarten abgerissen.
Vom 7. bis zum 9. Juni 1991 fand die 750-Jahr-Feier statt.
Benndorf lag bis 1856 im kursächsischen bzw. königlich-sächsischen Amt Borna. Ab 1856 gehörte der Ort zum Gerichtsamt Frohburg und ab 1875 zur Amtshauptmannschaft Borna. Der Nachbarort Bubendorf wurde am 1. Oktober 1948 nach Benndorf eingemeindet. 1952 erfolgte die Angliederung an den Kreis Geithain im Bezirk Leipzig, der 1994 im Landkreis Leipziger Land aufging. Am 1. Januar 1997 wurde Benndorf in die Stadt Frohburg eingemeindet, wodurch Benndorf und Bubendorf Ortsteile von Frohburg wurden. Beide Orte machten nicht von der Möglichkeit Gebrauch, Ortschaftsräte für ihren Ortsteil zu bilden.

### 21. Jahrhundert

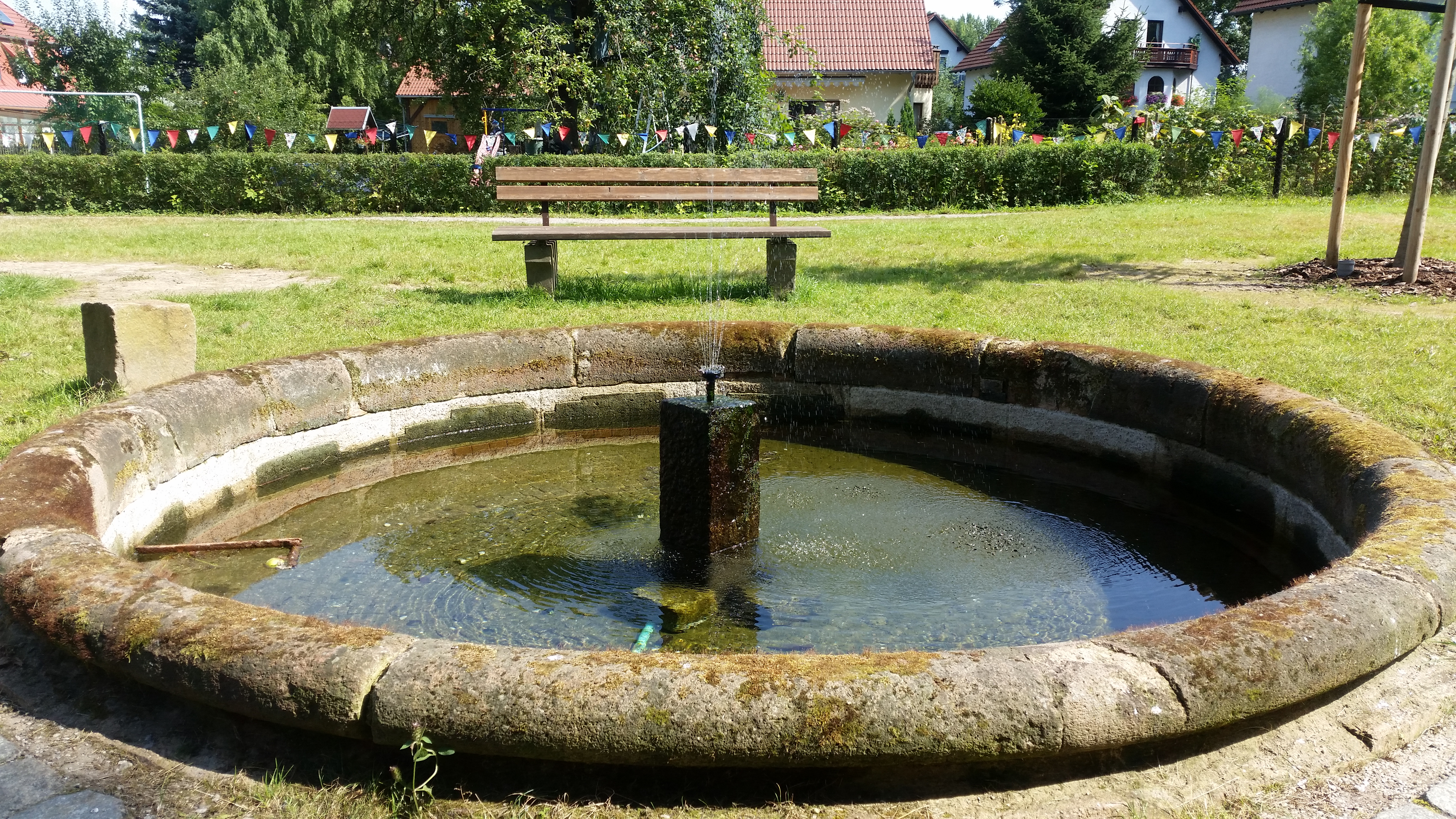
Der Brunnen im Schloßpark Benndorf

Seit der Kreisreform in Sachsen gehört Benndorf nun zum am 1. August 2008 neu gegründeten Landkreis Leipzig. Der Springbrunnen wurde saniert, instand gesetzt und mit einer Zu- und Ableitung versehen. Des Weiteren wurden zehn Bänke aufgestellt, mehreren Rotbuchen gepflanzt, die Brücke saniert, der Schloßgrundriß markiert und eine Schautafel aufgestellt.
Im Jahr 2016 fand vom 11. bis 14. August die 800-Jahr-Feier statt. Zum viertägigen Programm gehörten eine Andacht in der Kirche, ein Vortrag zur Geschichte, geführte Ortsrundgänge, die Sonderöffnung des Dorfmuseums und eine Ausstellung mit einheimischen Künstlern. Im Schloßparkgelände gab es im Festzelt Unterhaltung mit lokalen DJs, den Livebands Leiseschrei, Fonatics und Kurzschluss sowie Auftritten von Bauchredner Roy Reinker und dem Limbacher Varieté. Außerdem traten der Schulhort Einsteins, die Musikschule Fröhlich, die Tanzgruppe aus Kitzscher, Cheerleader aus Meuselwitz, die Guggenmusik aus Borna und ein Laientheater aus Benndorf mit einem historischen Schauspiel auf. Daneben gab es noch Musik am Lagerfeuer, ein Feuerwerk, historische Kinderspiele und eine Hüpfburg, ein Wald- und Wiesenvolleyballturnier und das Treffen der Schlepperfreunde Frohburg. Es gab Rundfahrten mit Traktoren und Eselkarren sowie das „Fahren ohne Führerschein“ und das Zielspritzen mit der Frohburger Feuerwehr. Im Rittergutsgelände war ein Bauernmarkt und historisches Handwerk zu bestaunen – ebenso wie die alten Landmaschinen und der Trödelmarkt am Dorfplatz und auf der Insel. Ein Chorsingen mit Gästen aus Kitzscher und Mölbis in der Kirche und ein Festgottesdienst im Zelt gehörten ebenfalls zum Programm. Für die Kinder gab es einen Lampionumzug und das mittlerweile dritte Benndorfer Entenrennen auf der Wyhra. Im Vorfeld des Festes wurde das ganze Dorf mit Wimpelketten, Strohpuppen und allerhand kreativen Ideen geschmückt. Die besten davon wurden zum Fest prämiert.

## Entwicklung der Einwohnerzahl
Zum Zeitpunkt 30. Juni 2022 leben in Benndorf 437 Personen. Auf Grund des Russischen Überfalls auf die Ukraine 2022 sind derzeit 15 Kriegsflüchtlinge aus der Region Irpin in Benndorf.
| Jahr          | 1834 | 1871 | 1890 | 1910 | 1925 | 1939 | 1946 | 1971 | 1998 | 2000 | 2005 | 2009 | 2010 | 2011 | 2012 | 2013 | 2014 | 2015 | 2016 | 2021 |
| Einwohnerzahl | 413  | 427  | 437  | 577  | 594  | 544  | 709  | 492  | 456  | 485  | 482  | 459  | 461  | 453  | 435  | 431  | 436  | 426  | 430  | 437  |

| Jahr | Einwohnerzahl                           |
| ---- | --------------------------------------- |
| 1551 | 35 besessene Mann, 16 Inwohner          |
| 1764 | 33 besessene Mann, 33 Häusler, 26 Hufen |

| Jahr   | Einwohnerzahl mit Eingemeindung |
| ------ | ------------------------------- |
| 1950 1 | 1067                            |
| 1964 1 | 877                             |
| 1990 1 | 638                             |

## Sehenswürdigkeiten

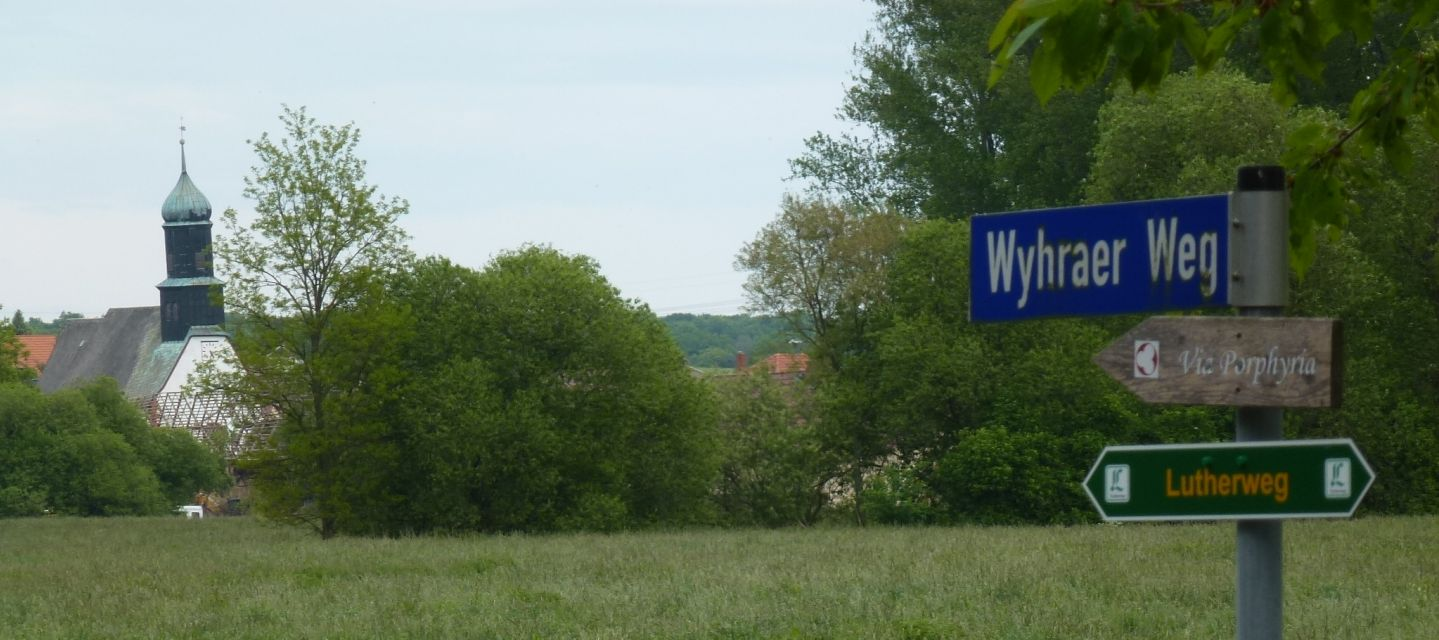
Lutherweg bei Benndorf

- Dorfkirche Benndorf, Ersterwähnung 1352[15]

mit den Gedenktafeln für die Toten der beiden Weltkriege
- Rittergutsgebäude[16]
- Torbogenhaus
- Schlosspark[17] mit Grundriss des ehemaligen Schlosses, Naturdenkmal[18] Pyramideneiche und neu gestaltetem Brunnen

- Orangerie

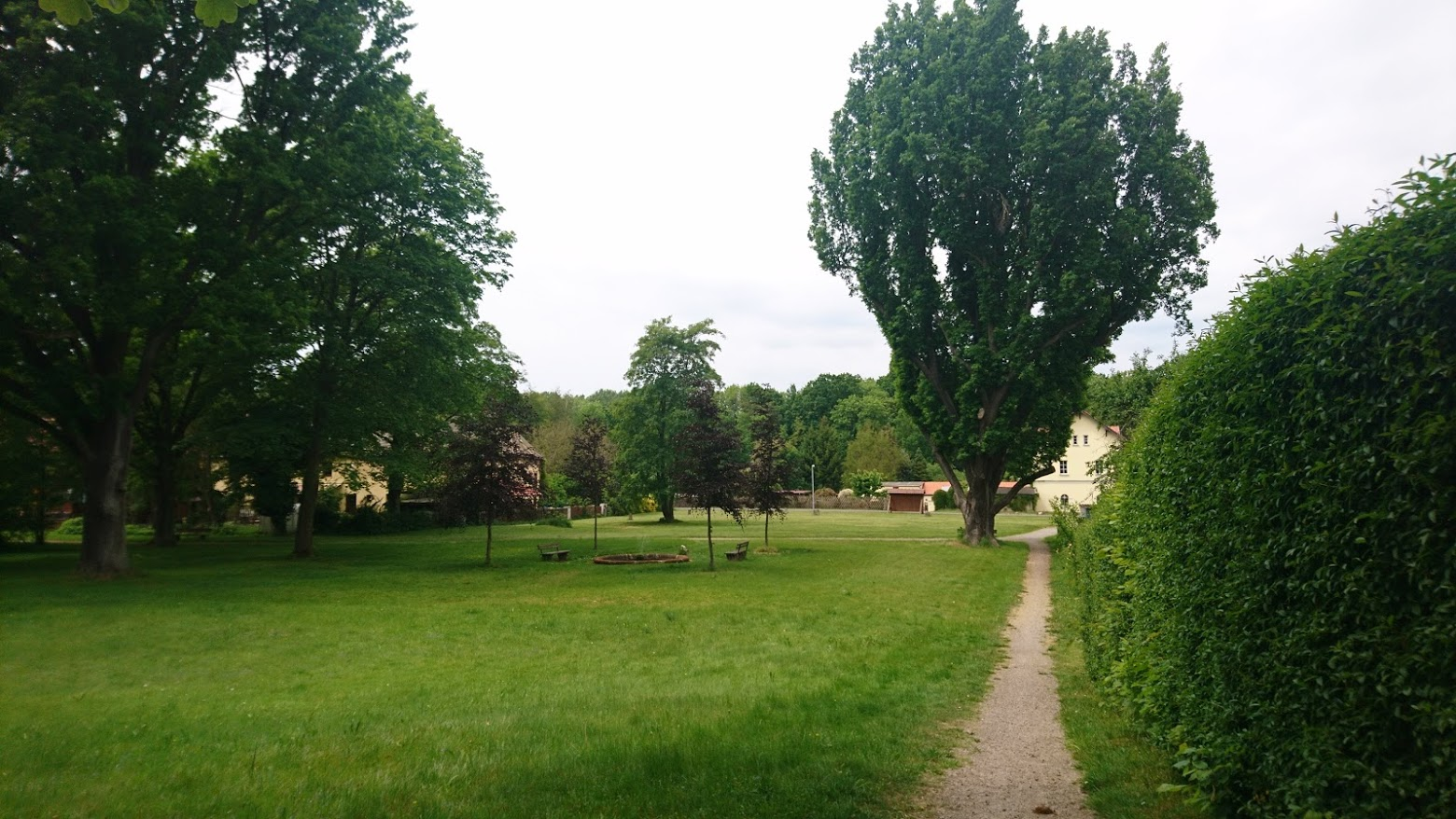
Pyramideneiche im Schlosspark Benndorf

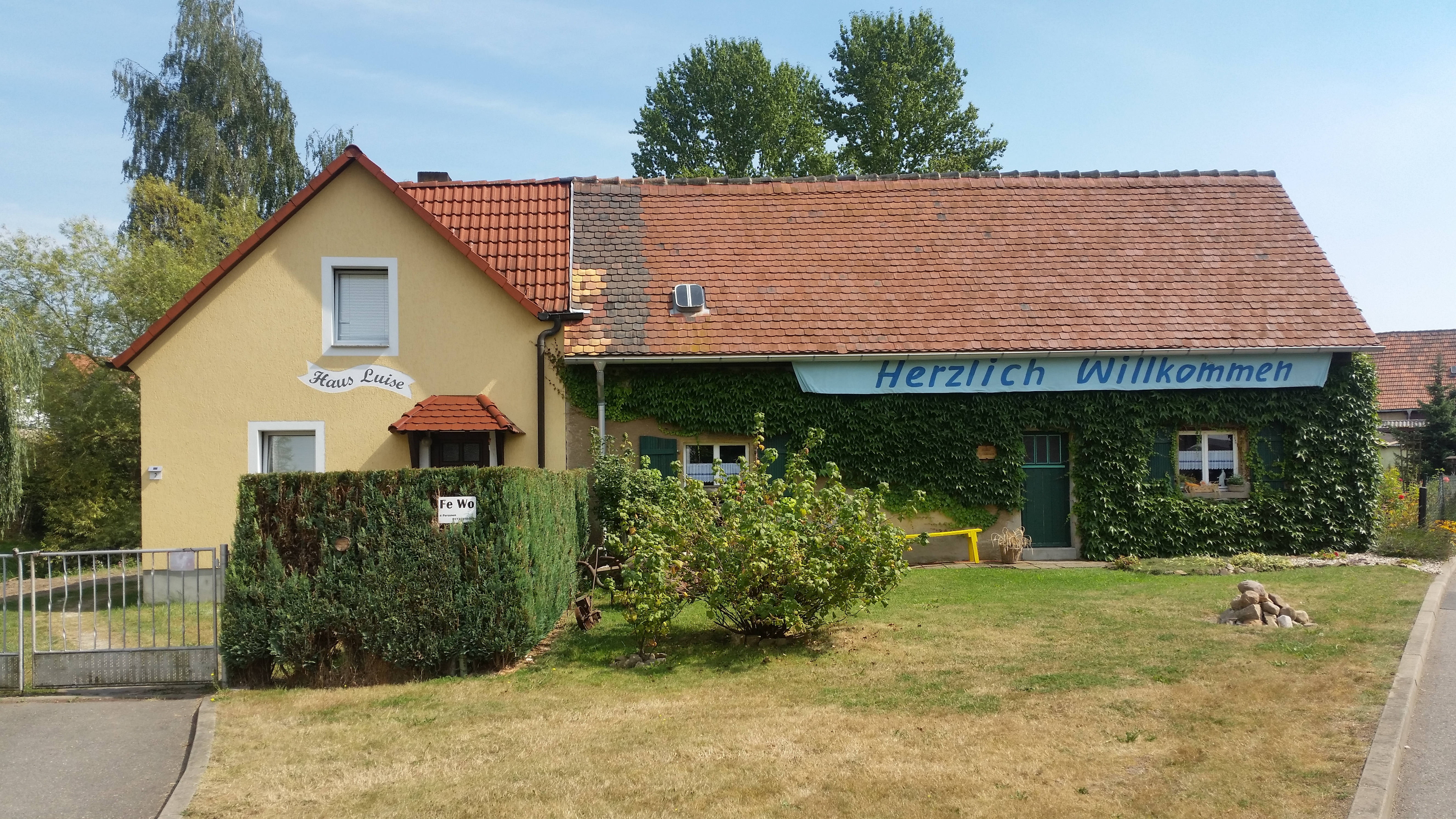
Das kleine Dorfmuseum in Benndorf

- Das kleine Dorfmuseum auf der Insel
- Mühle
- Torhaus des ehemaligen Vierseitenhofes Kaube, heute Pflegestation
- Häuslerhaus am Dorfplatz

- die „Gasse“ in ihrer Gesamtheit
- Fachwerkhaus A. Kobsch

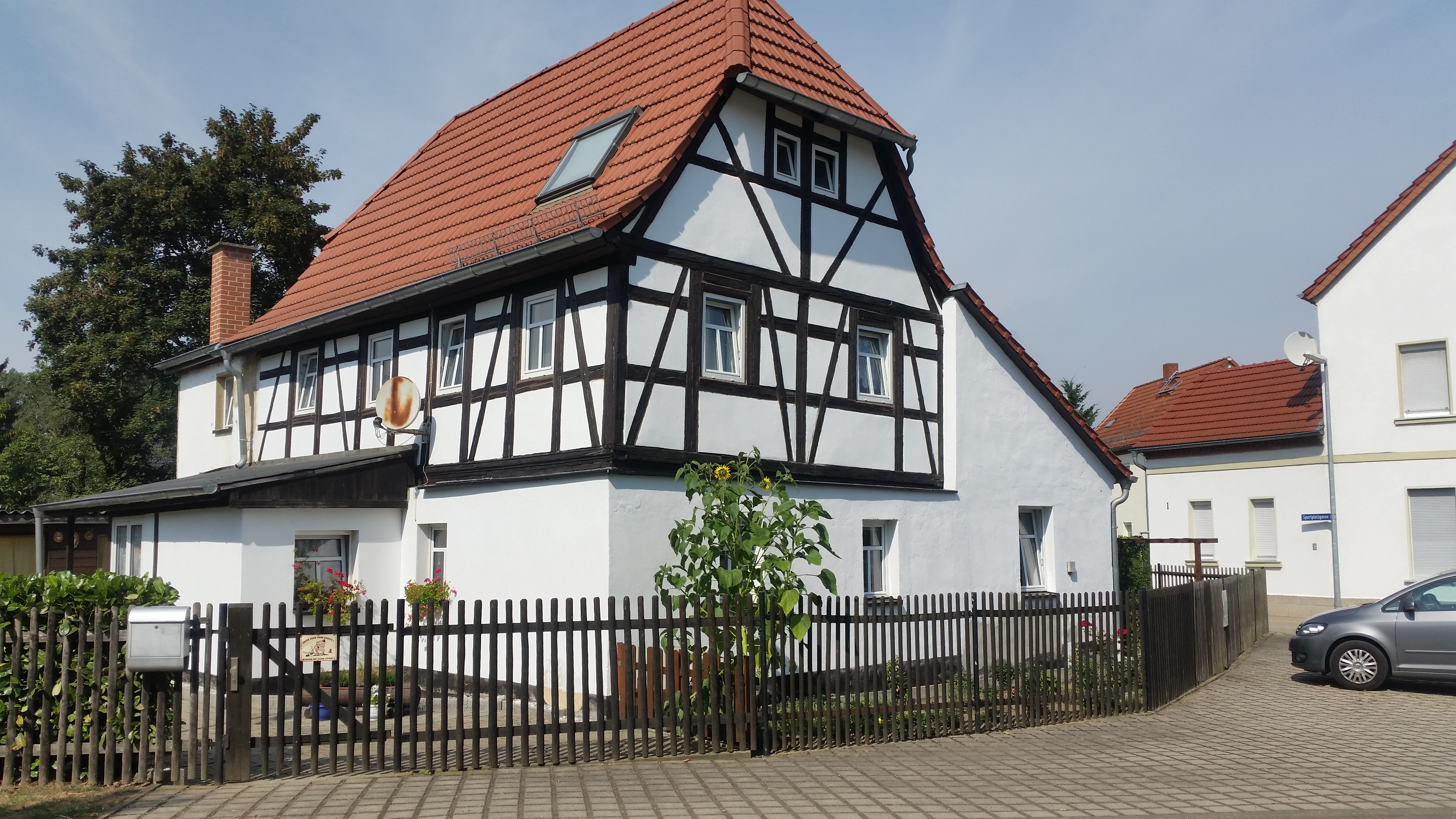
Häuslerhaus mit Fachwerk am Benndorfer Dorfplatz

- Gemeindezentrum (ehemalige Dorfschule aus dem Jahre 1899)
- Maislabyrinth (von Juli bis September an der Straße nach Bubendorf)
- Der Lutherweg zwischen Borna und Gnandstein führt durch Benndorf

### Die Kirche
In Benndorf befindet sich eine evangelisch-lutherische Kirche, welche seit 2000 zum Kirchspiel Frohburg gehört.
Die älteste Nachricht über die Kirche stammt aus dem Jahre 1352. Bis zum Jahr 1524 hat das Bergkloster zu Chemnitz und sein Abt das Patronatsrecht über die Kirche zu Benndorf ausgeübt. Erst unter dem letzten Abt Hilarius ist dem Kloster dieses Recht entrissen wurden. Da Benndorf zum Kurfürstentum Sachsen gehörte, konnte Luthers Lehre schon frühzeitig Eingang finden. Seitdem ist die Benndorfer Kirche evangelisch.
Das gegenwärtige Kirchengebäude ist um das Jahr 1500 entstanden. Im Jahr 1863 wurde das innerer der Kirche umfangreich erneuert. Eine weitere Erneuerung fand 1980–1983 statt.
Der Altar, aus dem Jahre 1506 stammend, besteht aus einem Mittelschrein und zwei Flügeln. Der Mittelschrein enthält die in Holz geschnitzten und bunt bemalten Figuren des heiligen Georg, der Maria mit dem Kinde und der heiligen Barbara. Auf den Flügeln befinden sich in Gruppen zu je 3 die 12 Apostel. Der Altar ist, wie auch der zu Eschefeld, dem er sehr ähnlich ist, das Werk einer Altenburger Kunstschnitzerschule.
Das Geläut (drei Bronzeglocken) wurde um 1500 gegossen. Zu den Kostbarkeiten der Kirche zählt auch die Orgel des Urban Kreutzbach aus Borna, die im Zuge der Neugestaltung 1863 errichtet wurde.
An der Nordseite befindet sich eine Gedenktafel für die im Ersten Weltkrieg gefallenen Soldaten.
Liste der Pfarrer zu Benndorf
| Jahr | Pfarrer                        | Anmerkung |
| ---- | ------------------------------ | --- |
| 1526 | Nikolaus Thümerer              | Erster evangelischer und auch verheirateter Pfarrer |
| 1533 | Peter Kreutzer                 | |
| 1553 | Christoph Spurwert             | 1553 zu Weimar ordiniert |
| 1563 | Bartholomäus Spurberg          | Er unterschrieb die Konkordienformel |
| 1583 | Georgius Schrey                | |
| 1632 | David Höckner                  | Starb am 5. Januar 1633 an der Pest |
| 1633 | Christian Engelmann            | |
| 1638 | Johannes Sartorius (Schneider) | |
| 1654 | Joachim Michaelis              | |
| 1683 | M. Phillip Bernhard Eck        | Wurde nach Lucka berufen |
| 1686 | Georg Friedrich Tschirpe       | Kam 1695 nach Osterfeld |

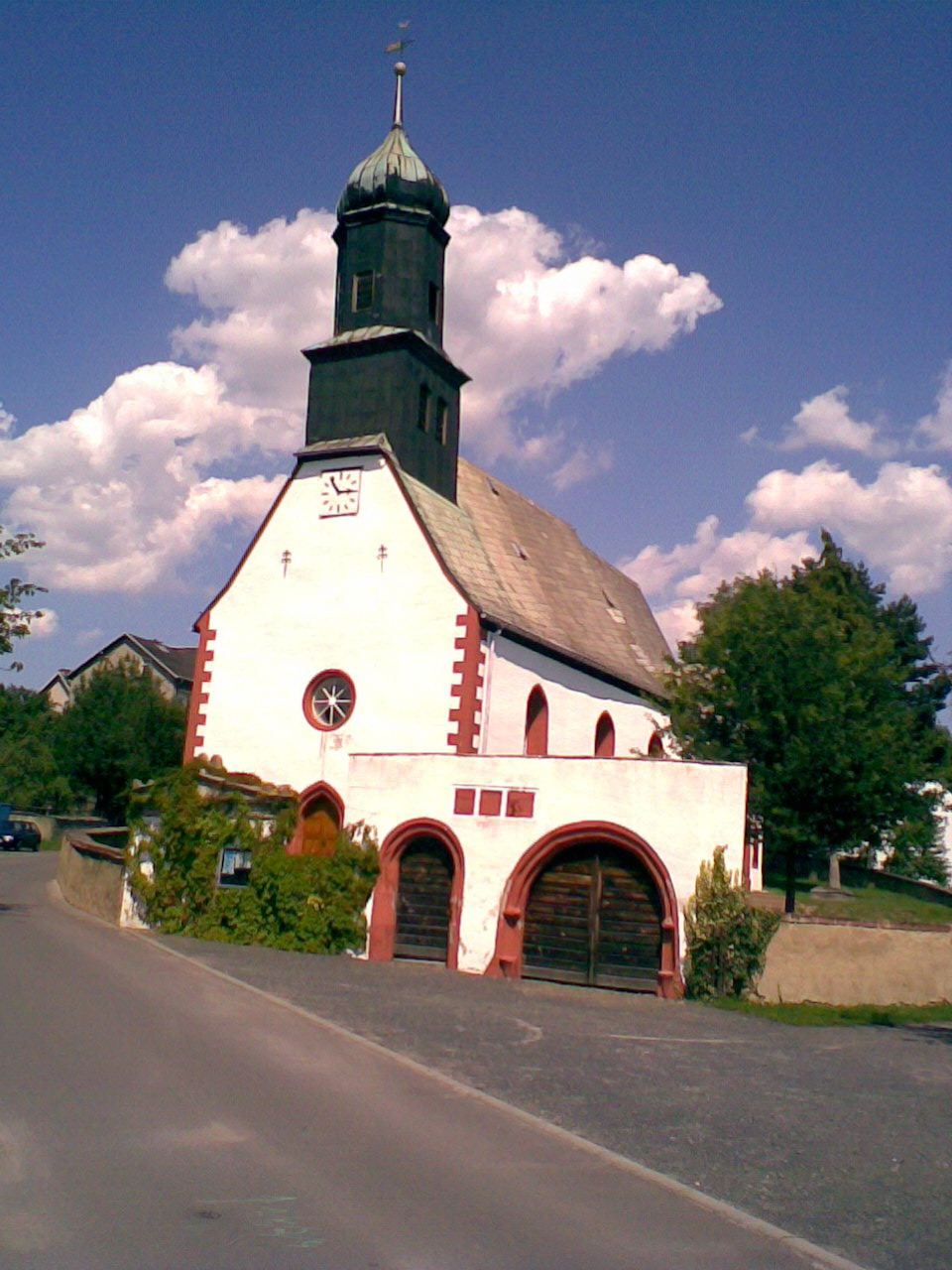
Dorfkirche

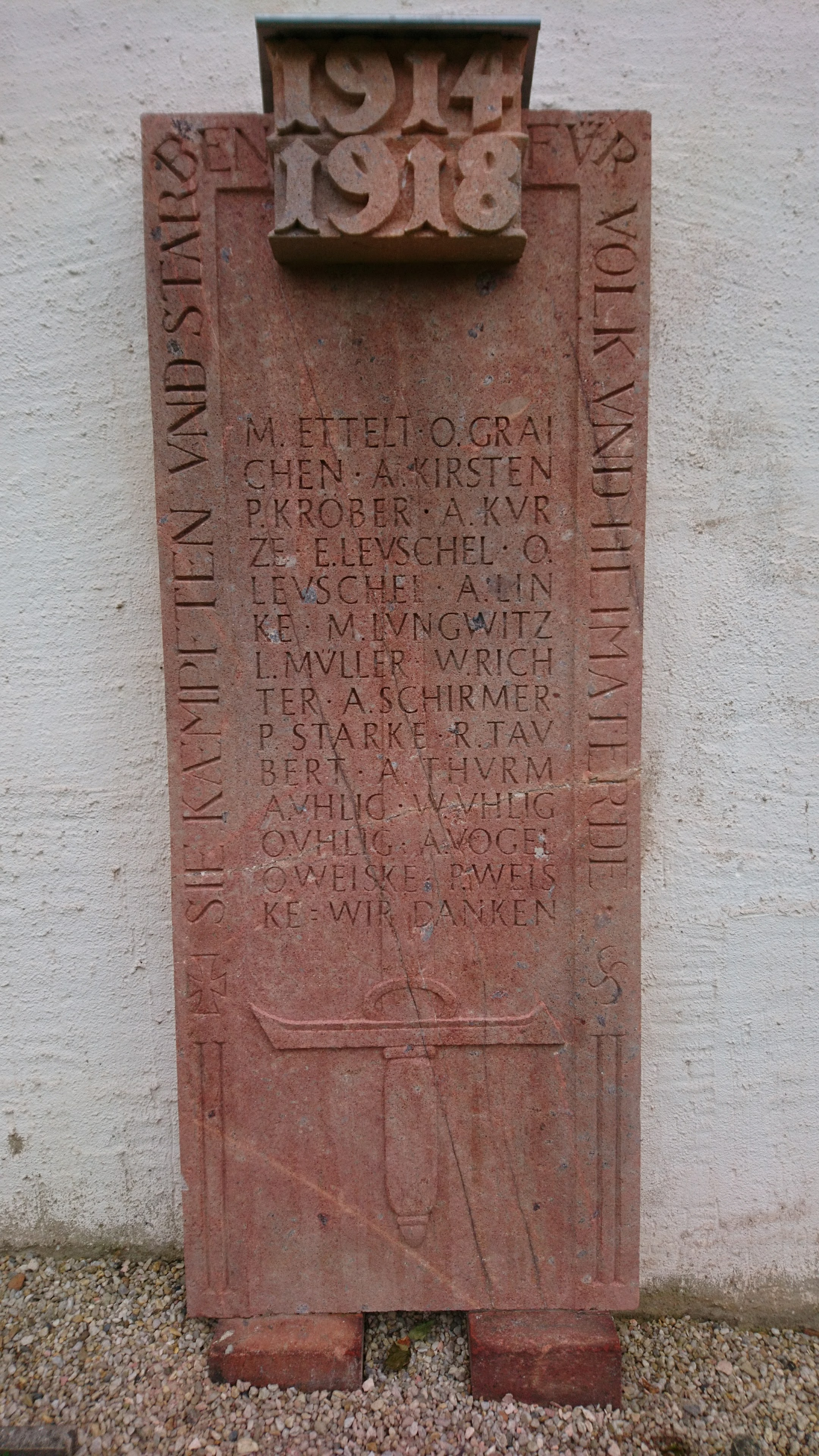
Denkmal für die Gefallenen des Ersten Weltkrieges aus Benndorf bei Frohburg

| 1695 | Andreas Teucher                | KB Benndorf bei Borna Todten = Register 1729/S. 97 Den 14. April als Donnerstags Zur Nacht umb 12 Uhr verschied der Wohl Ehrwürdige, Achtbare und Wohlgelahrte Herr Andreas Teucher, in die 34. Jahr wohl verdient gewesener Pfarr u. Seelsorger alhier, mit einer LeichenPredigt, welche vom Herrn Pfarr von Bubendorff alß seinem Beicht Vater Zembsch gethan, die Abdanckung von Herrn Pfarr in Greiffenhayn, Herrn Uhle. Seines Alters 63. Jahr weniger 29. Wochen. |
| 1729 | Johann Christian Prell         | |
| 1739 | Christoph Graube               | |
| 1744 | M. Heinrich Salomon Hermann    | Ging 1764 als Archdiakonus nach Borna |
| 1764 | Johann Christian Pietsch       | |
| 1781 | Carl August Heinrich Flemming  | Ging als Protodiakonus nach Lausick |
| 1791 | M. Carl Christoph Schirlitz    | Erhielt das Pfarramt Barnstädt mit Göhritz bei Querfurt |
| 1801 | Johann Christian Tenne         | Wurde Pfarrer von Großbardau |
| 1819 | M. Heinrich August Schreyer    | |
| 1831 | Konrad Julius Thieme           | Längste Amtszeit hier, lebte als Emeritus in Frohburg |
| 1870 | Friedrich Moritz Fritzsche     | Als Pfarrer nach Bocka berufen |
| 1875 | Johannes Weichert              | Lebte als Emeritus in Dresden |
| 1895 | Paul Hugo Reinhold             | Kam aus Gersdorf bei Leisnig |
| 1906 | Martin Reinmuth                | |
| 1947 | Hermann Albrecht               | |
| 1955 | Manfred Schönfelder            | |
| 1957 | Gottfried Busch                | |
| 1965 | Johann Christian von Kölichen  | Liegt an der Benndorfer Kirche begraben |

Seit 1974 wird die Kirchengemeinde Benndorf von Frohburg aus mitverwaltet. Die Kirche befindet sich am Beginn der Bubendorfer Straße. Im gegenüberliegenden Haus mit der Nummer 2 befand sich früher das Pfarramt.

### Die Mühle

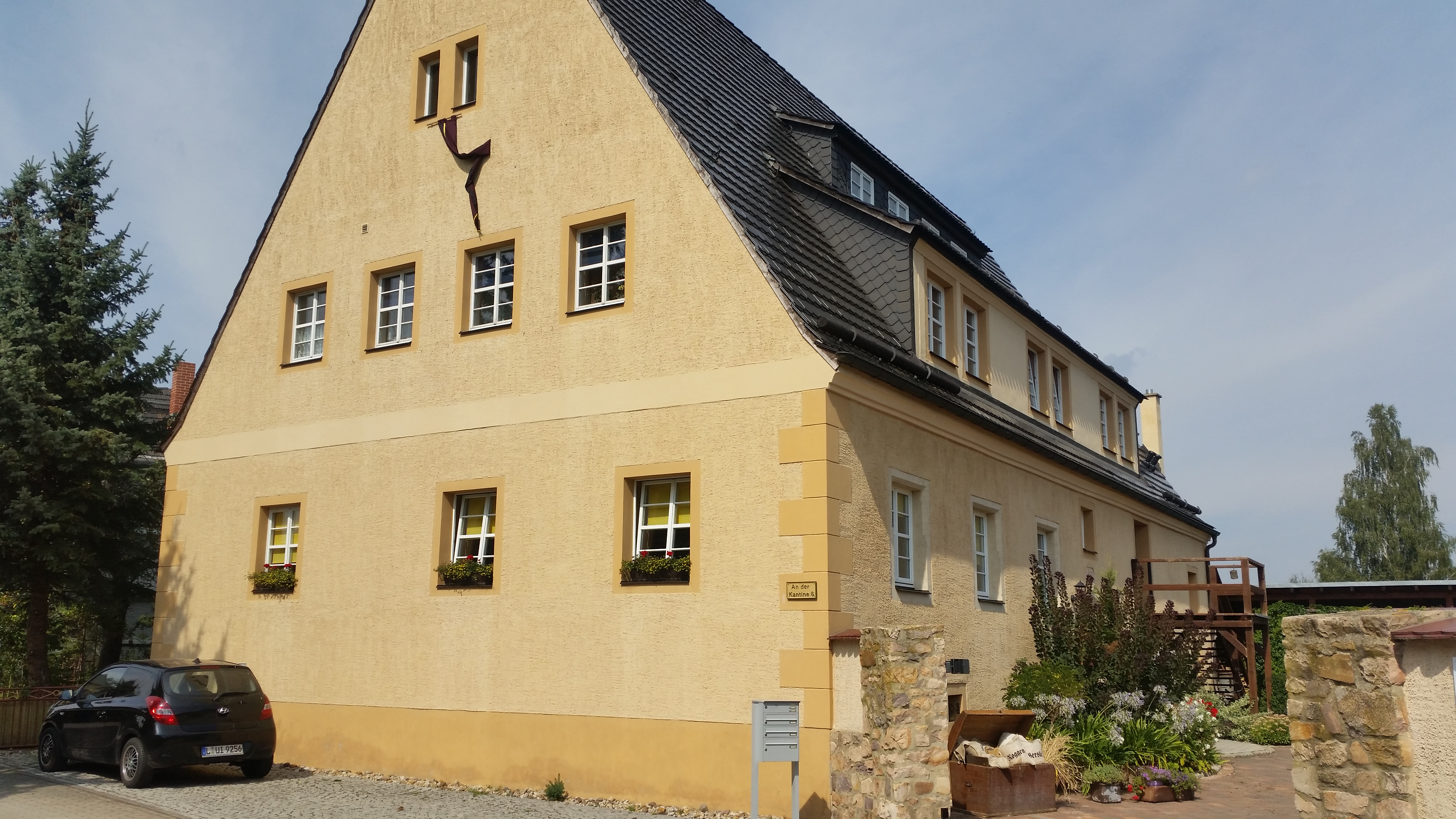
Mühlengebäude im Jahr 2016

Die Benndorfer Mühle wurde einst durch Mönche vom Merseburger Stift erbaut. Erstmals wird sie urkundlich im Jahre 1365 erwähnt. Markgraf Friedrich bestimmte damals, dass die Mühle jährlich eine kleine Geldsumme, einen Lammbauch, ein Brot und zwei Kapphähne zu bestimmter Frühmesse nach Frohburg zu liefern habe.
An das Jahr der Erbauung erinnerte früher eine über dem Tor des Mühlengebäudes angebrachte Jahreszahl: 1365. Das darüber angebrachte Wappen ist das der Familie des Benndorfer Rittergutsbesitzers Dr. Johannes Michaelis, der am 29. November 1667 starb und der bis zu seinem Tod Erb-, Lehn- und Gerichtsherr auf Benndorf war. Es wird von den Buchstaben I-M-D-H-T umgeben, die wie folgt gedeutet werden: H(oc), I(n), M(anu), D(omini), T(utiseemum), was so viel wie „diese Mühle ist in der Hand Gottes am sichersten“ bedeuten soll.
Bis 1500 herrschte Dunkel über die Schicksale der Mühle. Sie soll in den Hussitenkriegen mit dem Dorf Benndorf zerstört und danach wiederaufgebaut worden sein. Darauf deutete ein Sims aus gebrannten Ziegeln hin, der sich rund um das Gebäude gezogen haben soll.
Einstige Besitzer waren die Herren von Kreutzen und Nickel von Techwitz aus Frohburg, später Herr von Einsiedel in Benndorf, welche die Mühle jeweils verpachteten.
1921 brannten Schuppen und Stallgebäude und 1925 das Hauptgebäude ab, worauf die Mühle neu erbaut wurde. 1935 wurde sie von Georg Bufe gepachtet. In den Jahren 1940/41 erfolgte eine Modernisierung, bei der eine moderne Francis-Turbine für die eigene Stromerzeugung eingebaut wurde. Die Arbeiten führten französische Kriegsgefangene aus.
1945 wurde die VdgB – BHG des Landes Sachsen Besitzer der Mühle. 1957 wurde sie Gemeindeeigentum. Ab 1958 gehörte die Mühle der LPG „Freie Bauern Benndorf“, Müller war Artur Abendroth. Im Jahre 1968 wurde der Mühlenbetrieb eingestellt.
Gegenwärtig ist die Familie Scheffler Besitzer des Mühlengebäudes, das gleichzeitig als Firmensitz ihres Bauunternehmens dient und umfangreich restauriert und modernisiert wurde.
Die Mühle befindet sich an dem Wiesenweg nach Frohburg unter der Adresse An der Kantine 6.

### Die Schmiede
Die Schmiede wird in den Rittergutsakten als „Schmiede und Häuslergut“ bezeichnet.
Die Besitzer der Schmiede
| Jahr | Schmied                | Anmerkung |
| ---- | ---------------------- | --- |
| 1600 | Peter Gräfe            | |
| 1623 | Michael Gräfe          | |
| 1678 | Christoph Kurz         | |
| 1711 | Hans Georg Kurz        | Kaufte die Schmiede am 9. Mai 1711 von seinem Vater. |

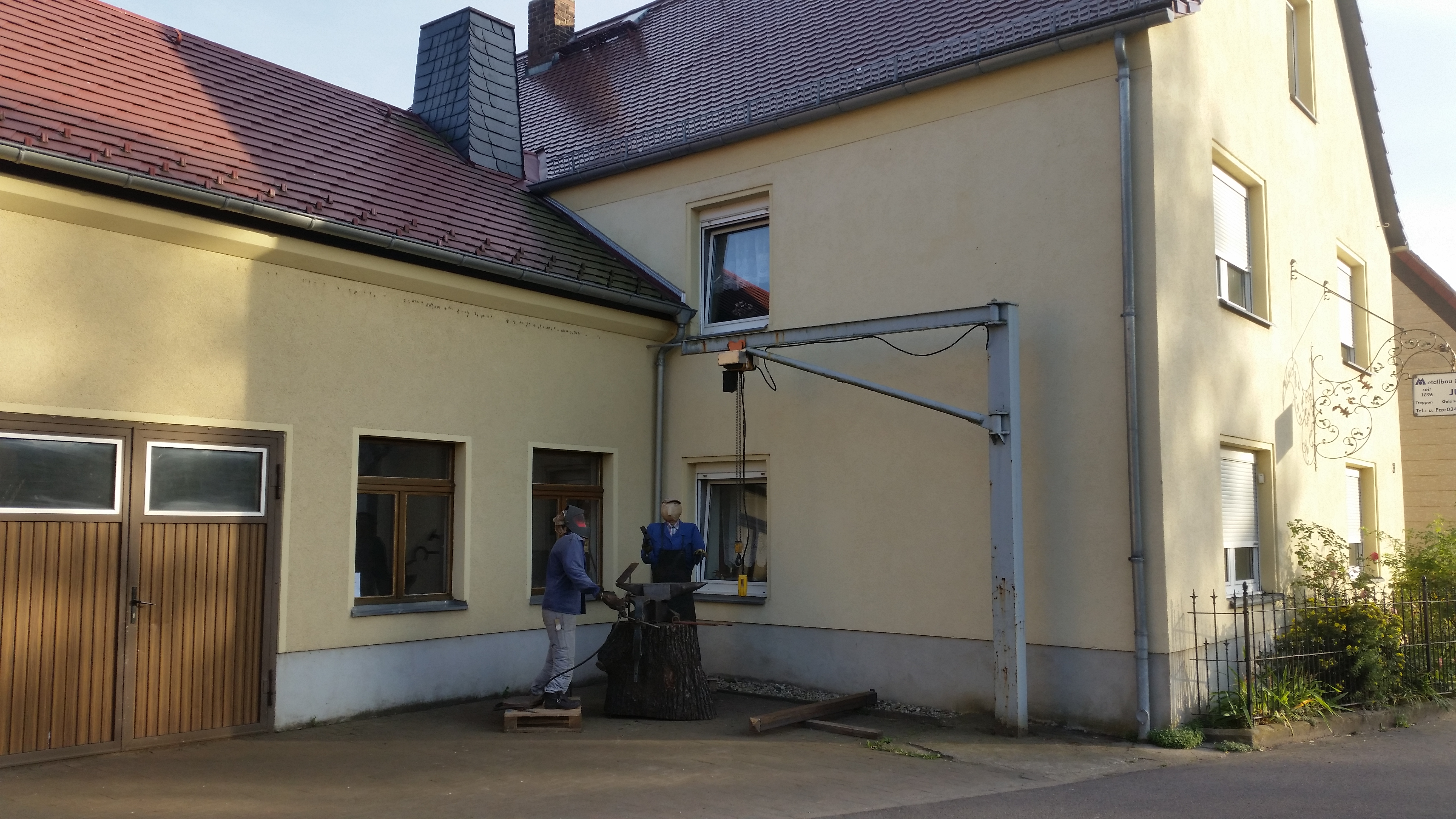
Benndorfer Schmiede

| 1748 | Hans Christoph Meißner | Verkaufte die Schmiede am 27. November 1769 an seinen Schwiegersohn für 300 Taler. An das Benndorfer Gericht sind damals 17 Taler Kaufgeld entrichtet wurden. |
| 1769 | Gottfried Mäder        | |
| 1799 | Andreas Heinicke       | Er wird Meister und Hufschmied genannt. Er kauft am 11. Dezember 1799 drei Acker Feld in der Benndorfer Flur. |
| 1843 | Johann Gottlob Mäder   | Er wird 1843 als Besitzer der Schmiede in der Urkunde über Ablösung der Frone angeführt und zum ersten Male „Meister“ genannt. In dem 1842 angelegten Hauptbuch der Schule zu Benndorf wird er mit „Hufschmied und Waffenschmied“ bezeichnet. Er schickte 7 Kinder in die Benndorfer Schule. 1845 hat er die jetzt noch stehende Schmiede gebaut, die mehr nach dem Nachbarhaus (damals Zschammer) zustand, weggebrannt war. |
| 1857 | Schneiderheinze        | |
| 1882 | Gustav Adolf Brauer    | Er hat die Schmiedewerkstatt angebaut. |
| 1895 | Hermann Alwin Jurich   | Er kaufte die Schmiede am 1. März 1895 für 18.000 Mark. |
| 1922 | Alwin Alfred Jurich    | Übernahm am 1. Dezember 1922 die Schmiede von seinem Vater. Er hat die Werkstatt erweitert und 1926 die Gebäude neu eingedeckt. |
| 1956 | Rolf Jurich            | Übernahm am 26. Oktober 1956 die Schmiede von seinem Vater. |
| 1988 | Wolfgang Jurich        | Übernahm am 1. Dezember 1988 die Schmiede von seinem Vater. |

Die Schmiede ist auch heute als solche in Betrieb.
Nach der Eingemeindung von Eulatal nach Frohburg wurde die ehemalige „Frohburger Straße“ in Benndorf umbenannt und heißt nun „An der Schmiede“. Das Gebäude befindet sich bei der Hausnummer 3.

### Der Torbogen

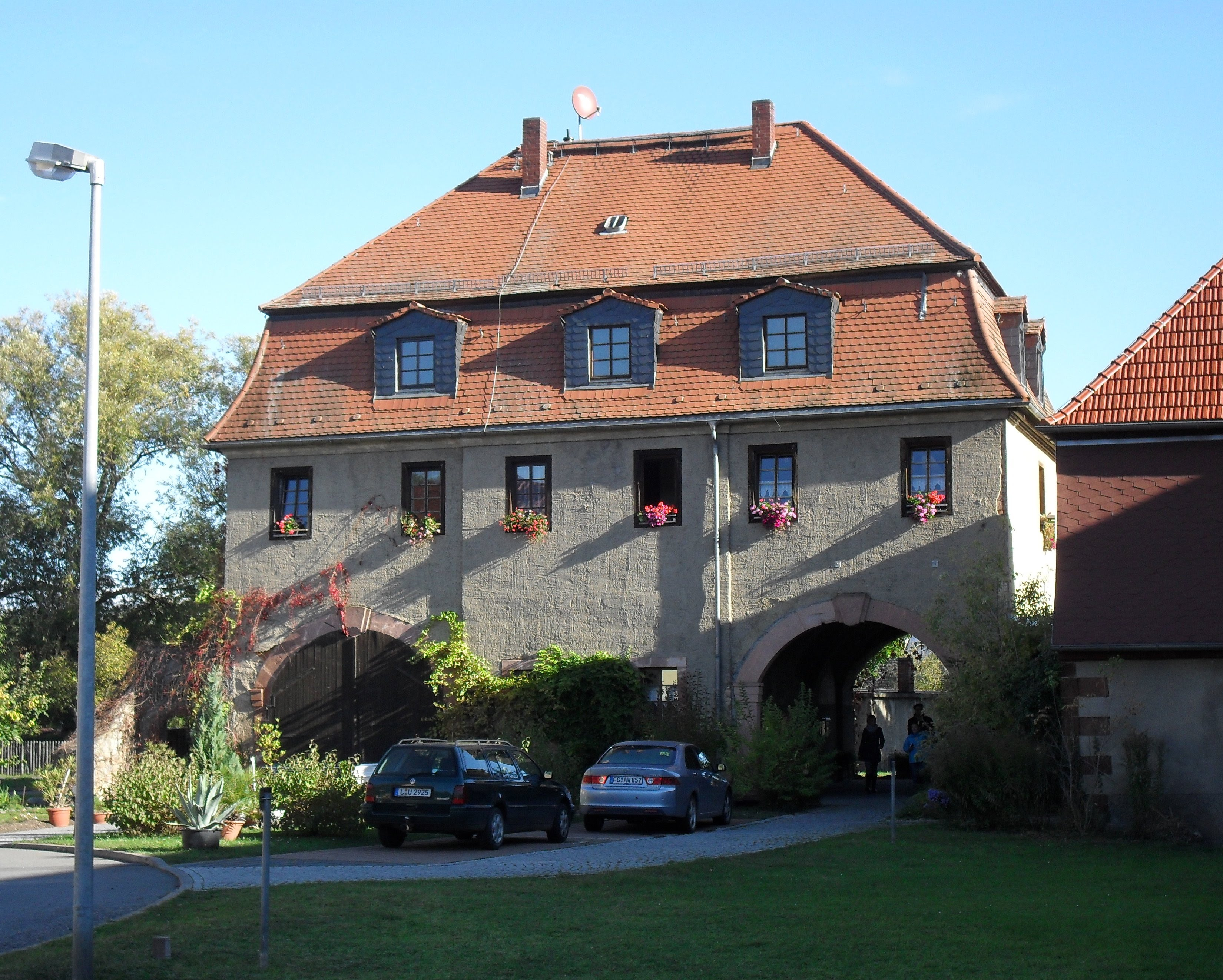
Torhaus des ehemaligen Rittergutes in Benndorf

Das Torhaus Benndorf (der Torbogen) ist ein zweigeschossiges Torhaus mit leicht vorgezogenem Mittelrisalit und Mansardwalmdach, erbaut im typischen Barockstil des 18. Jahrhunderts. Nach diesem Gebäude ist auch die Straße vom Dorfplatz zum Rittergut benannt: „Zum Torbogen“. Das Torhaus bildete jahrhundertelang die Verbindung zwischen Rittergut und Dorf und trennte zugleich ab 1856 die eigenständigen Rechtsbezirke „Rittergut Benndorf“ und „Dorfgemeinde Benndorf“.
Bis zur Auflösung der Freiwilligen Feuerwehr war hier im Torhaus das Benndorfer Feuerwehrfahrzeug abgestellt und die Ausrüstung der Kameraden untergebracht. Im Jahr 2012 wechselte das Gebäude aus kommunalen in privaten Besitz.

### Die Schule

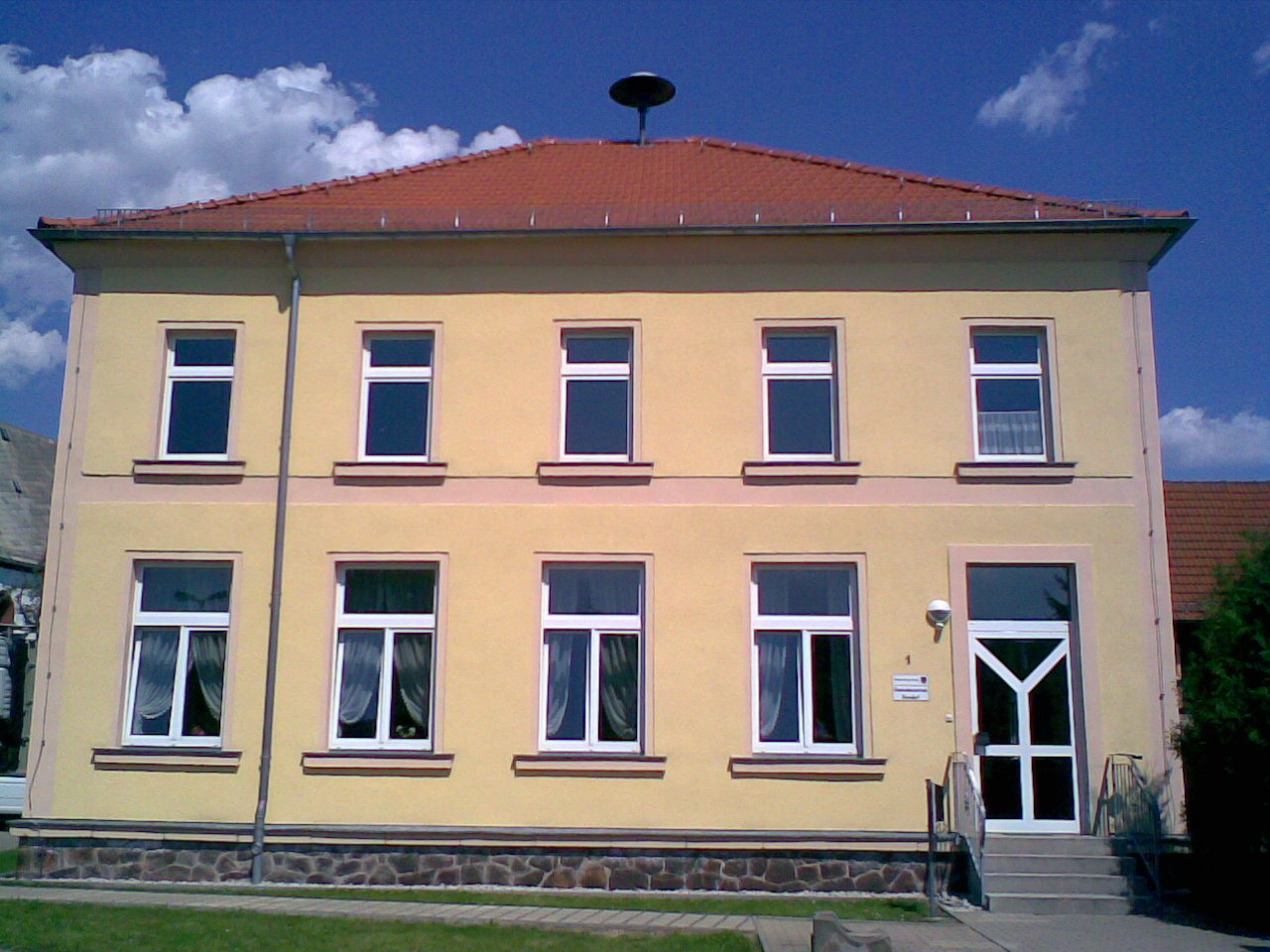
Ehemalige Schule Benndorf

Das Schulgebäude von Benndorf wurde 1899 errichtet und wurde bis 1970 in als solches genutzt. Danach mussten die Schüler nach Nenkersdorf bzw. Frohburg gehen. Im Gebäude befand sich dann nur noch der Schulhort. Mittlerweile wird das Gebäude als Gemeindezentrum genutzt. Im Erdgeschoss befindet sich ein großer Veranstaltungsraum mit kleiner Küche und WC. Die Nutzung erfolgt sowohl von den örtlichen Vereinen als auch privat. Im Obergeschoss ist eine Mietwohnung entstanden. Nebenan befindet sich der öffentliche Spielplatz und eine Grillmöglichkeit. Auf dem Dach des Gebäudes ist eine Sirene der Feuerwehr angebracht.
Die Benndorfer Kinder gehen in die Kindertagesstätten „Storchennest“ und „Spatzennest“ in Frohburg sowie ins „Regenbogenland“ Greifenhain und die „Villa Kunterbunt“ in Eschefeld.
Die Grundschüler werden in der Frohburger Grundschule unterrichtet. Dorthin gibt es eine direkte Anbindung mit dem Schulbus. Außerdem können dort die Schulhorte „Schlaufüchse“ und „Die Einsteins“ besucht werden. Ab der fünften Klasse stehen die Oberschule „Maxim Gorki“ in Frohburg sowie das Gymnasium „Am Breiten Teich“ in Borna, das Internationale Wirtschaftsgymnasium in Geithain, das Johannes-Mathesius-Gymnasium in Rochlitz, das Freie Gymnasium in Penig und das Christliche Spalatin-Gymnasium in Altenburg zur Auswahl.
Die nächsten Hochschulen und Universitäten befinden sich in Leipzig, Mittweida, Chemnitz und Zwickau.

## Wirtschaft
Aktuell (2022) gibt es im Ort folgende Firmen.
- Abwasserzweckverband Wyhratal, Wyhraer Weg 11
- Bautenschutz Brauße GmbH, Zum Torbogen 7a
- Bauunternehmen Rudolph Bau & Service, Röthgener Weg 7
- Benndorfer Bau- und Transport GmbH, An der Schmiede 13
- BT-Bau und Tiefbau GmbH, An der Kantine 6
- Dieter Engert Elektro-Service, Eschefelder Straße 7
- Elektroplanung Steffen Kaiser, An der Kantine 11
- Franz Göhring Baumfällarbeiten, Sportplatzgasse 4
- Gartenbau Fleischer, An der Gärtnerei 1
- Heiko Scholz Fassadengestaltung, An der Kantine 3
- Landkinder, naturnahe Kindertagespflege, Bubendorfer Straße 7
- Lohnsteuerhilfe für Arbeitnehmer e. V., Bubendorfer Str. 2
- Maisterlabyrinth landwirtschaftlicher Betrieb Tobias Karte, An der Gärtnerei 2
- Metallbau & Schmiede Wolfgang Jurich, An der Schmiede 3
- Pferdehof Zeller, Wyhraer Weg 7
- Red Pony Trails, Zum Torbogen 18
- Schwester Annegret Ambulanter Pflegedienst, Wyhraer Weg 1
- Stephan Rudolph Baugeschäft, An der Kantine 9

## Vereine
Aktuell (2022) gibt es im Ort folgende Vereine.
- Kirchenchor Benndorf
- Männerchor „Germania“ Benndorf e. V.
- Posaunenchor Benndorf/Bubendorf e. V.
- Förderverein Rittergut Benndorf e. V.
- Dartclub Benndorf e. V.

Jährlich am ersten Septemberwochenende findet das gemeinsame Benndorfer Sommerfest und am 6. Dezember das traditionelle Nikolausfest statt.

## Persönlichkeiten
- Nickel von Techwitz, Amtmann von Plauen (1525–1527), Amtmann zu Sachsenburg (1547, 1548), kaufte 1537 das Rittergut Benndorf aus dem Besitz des Caspar von Minkwitz.
- Matthias Berlichius (* 9. Oktober 1586 Schkölen b. Weißenfels; † 8. August 1638 Leipzig), Jurist, Studium in Jena und Marburg, Besitzer des Rittergutes Benndorf, ab 1611 als Anwalt und Privatgelehrter in Leipzig tätig. Matthias Berlichius gehörte einer bedeutenden kursächsischen Beamten- und Gelehrtenfamilie an und besaß ein stattliches Vermögen.
- Johannes Michaelis (geb. 10. Januar 1606 in Soest in Westfalen; gest. 29. November 1667 in Leipzig), Arzt und Chemiker, Dr. phil., 1631 Dr. med., Professor der Physiologie seit 1633, der Pathologie seit 1643, der Therapeutik und Dekan der medizinischen Fakultät seit 1647, mehrmals Rektor der Universität Leipzig, war ein weithin geachteter Mediziner seiner Zeit. Davon zeugen zahlreiche Veröffentlichungen, medizinische Anfragen aus ganz Europa sowie seine Berufungen 1641 als Leibarzt des Herzogs Friedrich Wilhelm II. von Sachsen-Altenburg und 1662 als Leibarzt des sächsischen Kurfürsten Johann Georg II. „Ein Meister der Chymi und aller Artzeney“, war bis zu seinem Tode 1667 Erb-, Lehn- und Gerichtsherr auf Benndorf.
- Ludwig Ernst von Pöllnitz (* 29. August 1641 in Mosen; † 14. April 1695 in Dresden) kursächsischer Politiker (Kanzler und Geheimer Rat am Hof in Dresden), Erbherr auf Röpsen und Benndorf, Dompropst in Naumburg und altenburgischer Landes-Direktor.
- Moritz Wilhelm von Pöllnitz (* 24. April 1676 in Zeitz; † 20. Dezember 1725, Sohn des Ludwig Ernst von Pöllnitz und der Clara Sophia von Bose), Herr auf Röpsen und Benndorf, war Geheimer Rat und Oberhofmarschall am Hof des Herzogs Moritz Wilhelm von Sachsen-Merseburg und der Herzogin Henriette Charlotte von Sachsen-Merseburg; Oberhofmeister; Domherr zu Naumburg.
- Friedrich Carl von Pöllnitz (* 4. Mai 1682 in Zeitz; † 14. Februar 1760 auf Gut Benndorf), Kursächsisch-polnischer Oberhofmarschall und Liebhaber der Herzogin Henriette Charlotte von Sachsen-Merseburg, sowie Domdechant von Meißen.
- Ludwig Carl von Pöllnitz (* 15. Februar 1737; † 3. Februar 1807 in Benndorf) Studium an der Universität Leipzig, Herr auf Benndorf und Weißbach, Kurfürstlich-Sächsischer Kammerherr, 1775 bis 1798 Kreishauptmann des Leipziger Kreises. Benndorf wurde unter ihm zum Verwaltungszentrum des Leipziger Kreises. 1763–1799 Mitglied des kursächsischen Landtages (Zweites Corpus: Ritterschaft).
- Christian Gustav Friedrich Dinter (* 29. Februar 1760 in Borna; † 29. Mai 1831 in Königsberg) evangelischer Theologe und Pädagoge. Nach dem Theologiestudium in Leipzig von 1782 bis 1787 Hauslehrer im Schloss Benndorf bei Familie v. Pöllnitz, danach Pfarrer in Kitzscher, 1797–1807 Direktor des Lehrerseminars Dresden-Friedrichstadt, 1818 Konsistorial- und Schulrat und 1822 auch Theologieprofessor in Königsberg i. Pr.
- Heinrich Karl Abraham Eichstädt (* 8. August 1771 in Oschatz; † 4. März 1848 in Jena), einer der bedeutendsten klassischen Philologen seiner Zeit. Grossherzoglich-Sächsischer Weimarischer Geheimer Hofrat, Professor der Dichtkunst und der Beredsamkeit sowie Oberbibliothekar der Universität Jena, Direktor der lateinischen Gesellschaft zu Jena, Redakteur der Allgemeinen Literaturzeitung, Mitglied vieler gelehrter Gesellschaften des In- und Auslandes; Ritter im Hausorden vom Weißen Falken, Ritter des sächsischen Zivilverdienstordens und des schwedischen Nordstern-Ordens; Erb-, Lehn- und Gerichtsherr auf Benndorf und Bubendorf, am 9. März 1848 in einer Gruft bei der Kirche Benndorf beigesetzt.
- Eberhard von Breitenbuch (* 20. Juli 1910 in Dietzhausen; † 22. September 1980 in Göttingen), Sohn des preußischen Hofkammerrats und Forstrats Arthur von Breitenbuch (1873–1914) und der Clementine Freiin von Münchhausen (1876–1966), heiratete am 18. Oktober 1938 Marie-Luise von Einsiedel, Gutsherrin auf Benndorf und Bubendorf. Er gehörte zum Kreis der Widerstandskämpfer gegen Adolf Hitler. Er war Diplom-Forstingenieur, Oberforstmeister, bis zur Enteignung 1945 Gutsherr auf Benndorf, danach auf Rittergut Remeringhausen bei Hannover.
- Hermann Hensel (* 1. August 1921 in Benndorf; † 17. September 1983 in Leipzig), Sohn des Landwirtes Willy Hensel und seiner Frau Minna Hensel geb. Priemer; 1928–1935 Volksschule Benndorf, 1935–1936 Barth’sche Realschule Leipzig, 1936–1939 Höhere Landwirtschaftsschule Döbeln, 1940 Abitur, Einberufung zur Wehrmacht und Kriegseinsatz, nach schwerer Verwundung 1942–1945 Studium der Landwirtschaft und Medizin, 16. April 1945 Diplom-Prüfung für Landwirte (Diplom-Landwirt), 1945–1956 Wissenschaftlicher Assistent/Oberassistent am Institut für Landwirtschaftliche Betriebslehre der Universität Leipzig, ab 1957 Hochschuldozent, 1959–1970 Professor für Landwirtschaftliche Betriebslehre an der Universität Leipzig; Mitglied der DBD.
- Rainer Müller, (* 26. September 1966 in Borna), Historiker und Bürgerrechtler. Er gehörte in den 1980er Jahren zur Bürgerrechtsbewegung und zum organisierten Widerstand in der DDR.